# Les Chaussettes noires
Pour les articles homonymes, voir Chaussettes Noires.
 (février 2024).
Les Chaussettes Noires est le premier groupe de rock 'n' roll français, originaire de Créteil, dans le département de la Seine (aujourd'hui dans le Val-de-Marne). Il est formé en octobre 1960 sous le nom Les Five Rocks, puis « Les Cinq Rocks ». Dès ses débuts professionnels en 1961, le groupe est renommé « Les Chaussettes Noires » et connaît un succès immédiat. Après le départ du chanteur Eddy Mitchell en décembre 1963, la formation connaît encore une année d'activité et se sépare à la rentrée 1964.

## Composition du groupe
Le groupe d'origine comprend :
- Claude Moine, alias Eddy Mitchell : chant
- William Bennaïm (27 août 1943 - 26 janvier 2022[1]): guitare solo (souvent orthographié Benaïm)[2] et chœurs
- Tony D'Arpa (24 janvier 1941 - 29 juin 2002[3]) : guitare rythmique et chœurs
- Aldo Martinez (18 septembre 1940 - 22 mai 1996[4]) : guitare basse (initialement à la guitare)[5] et chœurs
- Jean-Pierre Chichportich (Constantine, Algérie française 23 juin 1941 - ) : batterie

En mai 1961, Gilbert Bastelica (21 juin 1943 - 18 mai 2020) remplace le batteur Jean-Pierre Chichportich parti au service militaire. A son retour, Jean-Pierre Chichportich reprend sa place dans le groupe en janvier-février 1963 avant d'être remplacé définitivement par Gilbert Bastelica en mars.
En novembre 1961, le saxophoniste Michel « Mick » Picard se joint au groupe puis est appelé sous les drapeaux en juillet 1962. Michel Gaucher lui succède au saxophone en octobre 1962. Ce dernier reste dans le groupe jusqu'au départ d'Eddy Mitchell en décembre 1963.
À partir de mars 1963, le groupe devient une formation instrumentale (sur disque et lors des prestations sur scène où il se produit en alternance en formule instrumentale et en accompagnateur d'Eddy Mitchell).
Fin novembre 1963, Paul Bennaïm (8 août 1947 - 4 juillet 2019 ), qui intervient déjà officieusement dans les Chaussettes Noires depuis le printemps 1963, devient guitariste du groupe. En janvier 1964, il remplace officiellement Tony d'Arpa.
La formation finale du groupe (de janvier à septembre 1964), devenu combo instrumental et vocal, comprend :
- Aldo Martinez : basse et chant ;
- William Bennaïm : guitare rythmique et chant ;
- Paul Bennaïm : guitare solo, orgue et chœurs ;
- Gilbert Bastelica : batterie et percussions.

Musiciens additionnels sur disque (non exhaustif) :
- Jean Bouchéty (1920-2006[11]) : contrebasse/basse (arrangeur du groupe puis d'Eddy Mitchell, il tient l'instrument sur quelques-uns des premiers titres en 1961) ;
- René Motta : batterie (en décembre 1960) ;
- Armand Molinetti : batterie (sur la majorité des enregistrements en 1961-1962) ;
- Claude Viers : batterie ;
- Christian Garros (1920-1988[12]): batterie ;
- Georges Arvanitas (1931-2005[13]): orgue (sous le pseudonyme de Jimmy Moroney, en 1962) ;
- Georges Grenu (de) (1925-2013[14]) : saxophone ;
- Pierre Cullaz : guitare (en complément sur quelques titres en 1961-62)[15] ;
- Paul Bennaïm : guitare (avant son intégration officielle dans le groupe en 1964, en complément lors des séances d'enregistrement de mars et avril 1963 (EP instrumental et dernier disque avec Eddy Mitchell).

Musiciens de remplacement en tournée, du fait des nombreuses indisponibilités des membres du groupe, militaires en 1962-1963 :
- Yvon Ouazana[16] : batterie (batteur des Champions) pour le gala du 26 janvier 1963 à Nancy lors de la tournée organisée par Disco Revue avec Gene Vincent) ;
- Vic Laurens : guitare rythmique en tournée en Algérie en février 1963 ;
- Jean Veidly : guitare basse du groupe Les Pirates pour une tournée en région parisienne en mars 1963 ;
- Michel Santangeli : batterie (ex-Pingouins et batteur des Chats Sauvages en 1964) pour les galas donnés durant l'été 1963 ;
- Jean-Louis Licard : guitare et basse (guitare solo des Pirates en 1963-64 et des Champions en 1964) pour les galas donnés durant l'été 1963 ;
- Paul Bennaïm : guitare et basse, en remplacement de Tony d'Arpa et Aldo Martinez en 1963.

## Biographie

### Les Cinq Rocks
À l'origine de ce qui va devenir le premier groupe professionnel de rock 'n' roll en France,, il y a la rencontre en 1960 de Claude Moine, le futur Eddy Mitchell, et d'Aldo Martinez. Une passion commune pour le rock 'n' roll, cette musique venue des États-Unis alors quasiment inconnue en France, les rassemble. Claude a envie de se lancer dans le rock à l'instar de son ami Johnny Hallyday et recherche des musiciens pour monter un groupe (s'inspirant de Gene Vincent et ses « Blue caps »). Aldo joue de la guitare. C'est ce dernier qui va réunir Claude Moine et son ami le batteur Jean-Pierre Chichportich, à un groupe d'amis guitaristes amateurs de la Cité des Emouleuses de Créteil, également passionnés de rock. Aldo a fait la connaissance de Victor Laurent d'Arpa (futur Vic Laurens du groupe les Vautours) qui lui présente, William Bennaïm (guitare) ainsi que son propre frère Tony d'Arpa (guitare). Tous, à l'exception d'Eddy Mitchell, sont pieds-noirs. Ainsi au complet, le groupe se nomme dans un premier temps Eddy Dane et les Danners, puis Les Five Rocks et encore Les Cinq Rocks.
En 1960, près de la rue Saint-Dominique à Paris, alors qu'ils répètent sur la scène d'une salle paroissiale, un masseur kinésithérapeute non-voyant nommé Daniel Gouin, les enregistre sur un magnétophone captant ainsi quatre titres qui durant près de quarante ans resteront inédits (voir Les Cinq Rocks) : Be-Bop-A-Lula (en anglais), Betty (adaptation française de Baby Blue), Tant pis pour toi (adaptation de Wild Cat) de Gene Vincent et L'Ours gris (adaptation de Running Bear de Johnny Preston) ; ce dernier reste totalement inédit, tandis que les trois autres seront au programme des deux premiers 45 tours des Chaussettes noires en 1961. Les adaptations françaises sont pour la première fois signées par Eddy Mitchell sous son vrai nom Claude Moine, comme il le fera par la suite tout au long de sa carrière.
Eddy Mitchell démarche des maisons de disques (son ami « Johnny Hallyday vient de sortir ses premiers disques et ça marche fort ») et en novembre 1960 les Five Rocks sont auditionnés par la maison de disques Barclay aux studios Hoche à Paris par Jean Fernandez, auquel se joint Eddie Barclay. À leur côté, un certain Henri Marchal assiste à l'audition. L'adaptation d'un titre de Gene Vincent l'impressionne particulièrement : Wild Cat, qui en français signifie « chat sauvage » ; c'est ce à quoi Marchal compare les cinq garçons : à des chats sauvages. Quelque temps plus tard, Marchal travaillera pour Pathé-Marconi, la maison de disques qui lança Dick Rivers et son groupe Les Chats Sauvages. Pour l'heure, Les Five Rocks signent, le 12 novembre 1960, chez Barclay pour trois ans (plus exactement le contrat est paraphé par les parents car tous sont mineurs).

### LesCinq RocksdeviennentLes Chaussettes Noires(1961)
Le 20 décembre 1960 commencent les séances d'enregistrements. Celles-ci sont laborieuses, aucun des musiciens n'ayant encore de réelle maîtrise instrumentale ni de connaissance de solfège. Ils se trompent régulièrement, au point qu'Eddy Mitchell se casse la voix à force de reprendre Be-Bop-A-Lula. La structure même du groupe, qui compte alors trois guitares, sans bassiste, est repensée. On adjoint à la formation le contrebassiste et arrangeur Jean Bouchéty (en attendant qu'Aldo Martinez se forme à la guitare basse). Quant au batteur Jean-Pierre Chichportich, qui peut tenir honorablement un tempo en direct, il n'a pas la régularité et la tenue de batterie nécessaire pour réaliser un enregistrement. Il est remplacé par les batteurs professionnels René Motta pour les titres du premier super 45 tours, puis Armand Molinetti, qui officiera d'ailleurs quelques mois plus tard pour les Chats sauvages.
En janvier 1961, sort le premier super 45 tours : Tu parles trop, Si seulement, Be Bop a Lula (cette fois adapté en français) et Tant pis pour toi. Le jour du premier passage radio, sur Europe no 1, le présentateur annonce non pas Les Cinq Rocks mais Les Chaussettes Noires. Indignés les membres du groupe apprennent que leur maison de disques a, avec la complicité de Lucien Morisse directeur des programmes de la station, négocié un parrainage avec les chaussettes Stemm. De cette affaire d'argent, souscrite à leur insu, le groupe ne s'enrichit guère, on leur remet une boîte de dix paires de chaussettes noires, mais gagne en notoriété et en diffusions radiophoniques. Évelyne Langey, leur impresario, déclare pourtant que Stemm leur a aussi offert leurs smokings, une batterie et trois amplis. Cette affaire faillit avoir des conséquences catastrophiques pour le groupe : le 30 janvier, il doit participer à l'émission Toute la chanson présentée par Jacqueline Joubert sur la RTF. Or, la chaîne de télévision ne veut pas se faire complice de cette publicité détournée et envisage un temps d'annuler leur passage. Un compromis est trouvé et finalement on présente le groupe sous le nom des Cinq Rocks, (préféré à celui de Five Rocks qui fait trop américain).
Entre-temps, la formation travaille son jeu de scène avec le chorégraphe américain Scott Douglas et adopte comme tenue : pantalons noirs en alpaga, chemise à jabot, nœud papillon et veste couleur lie-de-vin. Le 24 février, au Palais des Sports de Paris, ils participent, sous l'appellation Les Chaussettes Noires définitivement adoptée, au premier festival international de rock 'n' roll, avec Johnny Hallyday en vedette.

#### Succès fulgurant etRock 'n' Twist
Après ce premier concert professionnel, dès le mois de mars, les Chaussettes Noires tournent en province. Leur répertoire est alors limité au point qu'ils doivent bisser les titres. Le groupe passe en lever de rideau et le succès est tel que dès le troisième soir il est promu vedette. Malgré cette notoriété frémissante, les cachets ne sont pas revus à la hausse et le groupe gagne à peine de quoi acheter des sandwiches. Ce même mois sort leur second super 45 tours comprenant (notamment) les succès Daniela et Eddie sois bon. Le slow Daniela leur permet d'élargir leur public et le disque se vend à 800 000 exemplaires (jamais plus ils n'atteindront un tel score). Composé par Georges Garvarentz, ce succès n'est pourtant guère apprécié des Chaussettes Noires, qui considèrent que « c'est de la soupe », d'autant qu'il fait de l'ombre à l'autre titre phare adapté du classique de Chuck Berry Johnny B. Goode. Pour la première fois, apparaît sur le recto de la pochette (en plus et en dessous de celui du groupe), le nom d'Eddy Mitchell,,.
En mai, sort un troisième EP et leur premier 33 tours 25 cm 100 % rock. C'est à cette époque que Gilbert Bastelica, après une sélection organisée aux studios Barclay, remplace à la batterie Jean-Pierre Chichportich appelé sous les drapeaux. Gilbert Bastelica décroche sa place au sein du groupe car, de tous les musiciens auditionnés, il est le seul capable de restituer le roulement de caisse claire en introduction de leur dernier titre Hey Pony. Très vite, regrettant que pour les sessions en studio il soit systématiquement fait appel au batteur de studio Armand Molinetti, « il n'aura de cesse de se perfectionner ». Il lui faudra attendre l'enregistrement du quatrième 45 tours pour être présent sur les disques, de manière progressive : à partir de la fin de l’année 1961, il va doubler la plupart des parties de cymbales sur le jeu de batterie d'Armand Molinetti ; Gilbert tiendra complètement l'instrument en studio pour les enregistrements de 1963—1964. Gilbert rejoint le groupe en pleine tournée le 15 mai. Afin de ne pas heurter les admirateurs du groupe, il prend le pseudonyme de Jean-Pierre, prénom du précédent batteur. Les Chaussettes noires se produisent à Bruxelles et Genève les 20, 21 et 31 mai. Leur passage dans une ville de l'Est de la France crée des débordements. Alors que le public danse en les écoutant (là où de coutume, on écoute assis), le préfet de police décide de stopper leur tour de chant et fait baisser le rideau, ce qui provoque la colère du public. Le théâtre est dévasté, dehors poubelles et voitures sont renversées et l'on voit même des barricades dans la rue. Ces débordements seront à l'avenir monnaie courante, les hôtels étant très souvent envahis par leurs admirateurs. Les cachets sont désormais de 7 000 francs de l'époque, contre il y a peu 500 francs (cachet négocié, avant leur succès, pour leur première tournée d'été du 15 juin à la fin août 1961).
Retour au Palais des Sports de Paris, le 18 juin 1961, pour le second festival de rock 'n' roll, où cette fois, les Chaussettes Noires sont programmées en vedette ; la veille, Eddy Mitchell s'est marié avec Françoise Lavit. Le 25 août, le groupe est à l'affiche au Vieux-Colombier de Juan-les-Pins, pour La première coupe du monde de rock 'n' roll. Durant l'été, les Chaussettes Noires participent au film Les Parisiennes ; pour l'occasion, un certain Kôkô, qui ne tardera pas à se faire connaître sous son véritable nom, Claude François, leur apprend les pas nécessaires à la chorégraphie de leur passage avec Dany Saval.
En septembre, sort un nouvel EP 45 tours : Madame madame (titre très librement adapté du classique d'Édith Piaf Padam, padam...), Dactylo rock (qui obtient un grand succès), Chérie oh chérie, Trop jaloux. Le 7 novembre, ils sont au programme de l'Olympia de Paris, avec Helen Shapiro et Vince Taylor. Ils obtiennent un grand succès à l'Alcazar de Marseille, avant de se produire en vedette à l'ABC du 22 novembre au 14 décembre. Ce même mois, sort un cinquième super 45 tours, où le groupe de rock s'adonne au chant de Noël façon twist : Noël de l'an dernier, Vivre sa vie, Le Twist du Père Noël, Noël en France. En décembre, sort un nouveau 45 tours et leur second 25 cm Rock 'n' Twist, qui cède à la mode du twist, alors qu'Eddy Mitchell n'apprécie que modérément cette nouvelle danse. En février 1962, sur le titre Peppermint twist, la formation s'enrichit d'un saxophoniste, Michel Picard dit « Mick ».

### Appels sous les drapeaux (1962—1963)
L'année 1962 est pour le groupe une succession de départs au service militaire. Les moins âgés d'entre eux devancent l'appel pour se retrouver au complet et ensemble vingt-un mois plus tard. Le 1er mars 1962, Eddy Mitchell est incorporé à Montlhéry pour y effectuer ses classes. Il est ensuite affecté dans la capitale où lui est confiée l'organisation du ciné-club de la caserne Dupleix. William Bennaïm, Tony d'Arpa et Aldo Martinez partent à l'armée en juillet, suivis de peu par le saxophoniste Mick Picard. La formation n'en reste pas moins active, bien qu'il soit quasiment inenvisageable d'organiser la moindre tournée au complet. Les permissions tombant rarement aux mêmes dates, il est tout aussi difficile de planifier des séances en studios, ou des répétitions. La presse s'amusant de cette situation titre : « Les Chaussettes ont des trous ! ». Malgré cela, le groupe se produit en avril à l'ABC, où l'on voit un Eddy Mitchell fougueux, en tenue militaire, se rouler par terre. Ce qui lui vaut quinze jours d'arrêts pour manque de respect envers l'uniforme. Il avait déjà écopé de quelques jours de « trou » pour tenue non réglementaire : il portait des chaussettes... noires.
En 1962, le chanteur enregistre plus d'une vingtaine de titres avec les Chaussettes Noires, dont un en duo avec Gillian Hills et un autre avec Maurice Chevalier. Sept super 45 tours sont commercialisés et, en mars, paraît leur premier album (30 cm) Le 2 000 000e disque des Chaussettes Noires. Les dites Chaussettes reçoivent l'Oscar de Radio Monte-Carlo du groupe le plus populaire et se produisent à l'Olympia les 23 et 24 mai. En octobre, Michel Gaucher, présenté par Aldo, est le nouveau saxophoniste des Chaussettes Noires. Le groupe se produit avec lui à La Mutualité fin octobre. Le 5 décembre, ils remportent à nouveau un grand succès sur la scène de l'Olympia. Côté cinéma, en décembre 1962, le groupe participe au film Venez les copains, où il y interprète Ève (la seule composition signée Aldo Martinez/Claude Moine, enregistrée avec Aldo et William en novembre. Le cliché des Chaussettes noires pris sur le plateau de tournage illustrera en mai 1963 l'ultime EP avec Eddy Mitchell (Il revient).
Le 27 janvier 1963, les Chaussettes Noires sont une nouvelle fois au Palais des Sports de Paris,, avant d'entamer en février une tournée des bases militaires et des casernes en Algérie (tournée qualifiée de « Théâtre des armées »). Pour l'occasion, Vic Laurens remplace à la guitare son frère Tony D'Arpa souffrant, et Jean-Pierre Chichportich, le premier batteur du groupe retrouve, pour un temps sa place. À partir du 4 mai 1963, pour une dizaine de jours (du 4 au 13 mai), ils sont à nouveau à l'Olympia. Ayant obtenu une permission, le batteur Gilbert Bastelica, qui remplace ainsi définitivement Jean-Pierre Chichportich, est de retour. À propos de cet Olympia et de l'armée, Eddy Mitchell, en 1967, confie dans le no 7 du magazine Rock & Folk : « (...) Quand ils se sont aperçus qu'ils pouvaient gagner de l'argent avec nous, ils nous ont fait passer à l'Olympia. Je leur ai dit « Moi je n'ai pas du tout envie de passer à l'Olympia et de donner la moitié de mon cachet au profit des œuvres pour l'armée. » (...) Ils m'ont répondu : « On ne peut pas vous avoir en ce moment, mais vos petits copains les Chaussettes Noires, on peut les envoyer au fin fond de l'Allemagne et vous ne serez pas près de faire des disques. » Alors j'ai marché dans leur combine. ».
Ce même mois, sortent deux super 45 tours des Chaussettes Noires. Le premier comprend trois instrumentaux, Pow Wow (qui remporte un succès estimable, restant dans les classements des titres en vogue pendant plusieurs semaines), Big Ben Rock (une composition du bassiste des Champions Dany Kaufman initialement baptisée « Le thème de Dan »), Boom Rang, et le morceau chanté Oui chef, bien chef, où Eddy Mitchell aurait participé aux chœurs (ce serait son unique contribution à ce disque). Les chansons Ne délaisse pas, Il revient, Jezebel et Ceci est mon histoire composent le second disque, qui est aussi leur ultime EP qu'ils enregistrent au complet en avril avec Eddy Mitchell. Gilbert Bastelica, et non un batteur de studio, assure pour la première fois les parties de batterie sur ces enregistrements. Le dernier album, Chaussettes noires Party, paraît à la même époque, et comprend notamment les titres Be-Bop-A-Lula 63 et Ce diable noir, repris par Eddy Mitchell dans son 2e EP en solo.

### Débuts en solo d'Eddy Mitchell (1963)
En 1962-1963, l'intégrité et l'image des Chaussettes Noires commence à pâtir du fait d'absences fréquentes (dues aux obligations militaires) de membres du groupe qui se retrouvent remplacés au fil des galas par d'autres musiciens. Ainsi, durant l'été 1962, à Juan-les-Pins, Eddy Mitchell est accompagné pour quelques galas, par le groupe Les Fantômes. En mars 1963, Eddy et les Chaussettes Noires se produisent en banlieue parisienne, accompagnés par Jean Veidly - bassiste du groupe Les Pirates - remplaçant provisoire d'Aldo Martinez,.
Dans ce contexte, le chanteur commence à envisager (timidement) une partie de sa carrière en solo. Il enregistre seul début octobre 1962 les titres Mais reviens-moi, C'est à nous, Quand c'est de l'amour, Angel, sortis en novembre en EP. Pour ce premier disque en solo, Eddy Mitchell, dans un changement de registre total, est accompagné par l'Opéra House Orchestra dirigé par Jean Bouchéty. L'année 1963 est du point de vue discographique l'exact contraire, puisque Eddy Mitchell enregistre en solo une trentaine de titres contre cinq avec les Chaussettes Noires.
Des changements que semble plébisciter le public, qui en juin, au classement annuel de Salut les copains, place Eddy Mitchell en 4e position derrière Johnny Hallyday, Claude François et Richard Anthony. En septembre et décembre, le chanteur sort ses deux albums solo : Voici Eddy... c'était le soldat Mitchell, Eddy in London.

### Dernières activités (1963)
En août 1963, le succès des Chaussettes Noires semble marquer le pas, le prix des places est bradé et pour certains galas, il suffit pour entrer de présenter au guichet une paire de chaussettes noires. En juillet et août, avant la libération des obligations militaires d'Eddy, une tournée dans le Sud Ouest est organisée, galas durant lesquels le jeune Michel Santangeli remplace temporairement Gilbert Bastelica (sous les drapeaux) à la batterie. Ils sont, le 8 septembre, les vedettes du festival de Châtelet en Belgique. La veille ils passent à la Fête de l'Humanité avec Claude François et Jacques Brel. Ce même mois, paraît le premier album d'Eddy Mitchell, qui à peine libéré de ses obligations militaires enregistrera à Londres début octobre les titres de son deuxième 30 cm en solo.
En octobre 1963, le groupe participe au film de Michel Boisrond Cherchez l'idole, où ils interprètent Crois-moi mon cœur. La plupart de ses membres étant encore sous les drapeaux, le titre a en fait été enregistré par Eddy Mitchell avec des musiciens de studio (qui jouaient déjà sur des disques des Chaussettes Noires) ; l'illusion est totale, les musiciens restituant parfaitement le son du groupe. Dans le film, les Chaussettes Noires jouent un playback derrière Eddy ; sur la pochette du super 45 sorti en mars 1964 (que partagent Frank Alamo et Eddy Mitchell), les Chaussettes Noires apparaissent furtivement derrière Mitchell et seul le visage de Paul (qui remplace en fait Aldo absent, à la basse) est visible. Dans le générique du film le nom d'Eddy Mitchell est mis en avant, alors que celui du groupe est crédité en tout petits caractères. À l'origine, un disque BOF devait être commercialisé en 1964, il reste finalement inédit jusqu'en 1996, année de sa parution en CD, (Cherchez l'idole).
À partir du deuxième semestre 1963, alors qu'il est toujours officiellement le chanteur des Chaussettes Noires, l'image d'Eddy Mitchell commence à se dissocier de celle du groupe. Eddy passe plusieurs fois à la télévision « en solo » (le 13 novembre, par exemple, il interprète, dans l'émission Âge tendre et tête de bois, son titre Sentimentale (fraîchement enregistré à Londres). Sur scène aussi, où le même mois (avant la libération des obligations militaires des Chaussettes à la fin de l'année), il se produit pour quelques concerts accompagné, de nouveau, par Les Fantômes. Fin 1963, Eddy Mitchell retrouve les Chaussettes Noires sur scène (le 26 octobre ils sont à Strasbourg, le 16 novembre à Villeneuve Saint Georges...). Le 31 décembre, à l'issue d'un gala à Lyon à la Bourse du travail,,, Jean Fernandez, qui habituellement n'est pas présent lors de leur prestation scénique, les réunit.

### Départ d'Eddy Mitchell (fin 1963)
Le soir du 31 décembre 1963, Jean Fernandez les réunit et leur annonce que le contrat prévu pour s'achever au terme des trois ans, ne sera pas renouvelé, Eddy Mitchell souhaitant poursuivre seul sa carrière (une décision que le chanteur a envisagée dès mai 1963). La séparation est officielle en janvier 1964.
Malgré la surprise, tous avaient été prévenus que des changements étaient absolument nécessaires au sein du groupe, assure leur impresario, Évelyne Langey : « Ce n'est pas Eddy qui n'a plus voulu des Chaussettes. Il y a eu le service militaire. Quand ils y sont partis, Fernandez, Bouchéty et moi même les avons tous prévenus : (...), le retour va être dur car vous ne serez pas attendus comme vous pensez l'être. Plein de gens seront arrivés, et il faudra reprendre sa place. (...) Emportez vos instruments, travaillez, apprenez le solfège, et revenez musicalement armés. Vous n'allez pas pouvoir reprendre la scène avec le peu que vous savez faire maintenant. Eddy Mitchell nous a entendus et il a travaillé. (...) Il a écouté énormément de musique américaine, (...), il a muri, il a évolué vocalement et musicalement. On a continué à lui faire enregistrer des disques, avec l'idée de le faire repartir en tournée avec les Chaussettes après l'armée. Puis on envoyait les chansons d'Eddy aux Chaussettes qui étaient au régiment. On leur disait : Écoutez, travaillez, apprenez ces chansons, parce que vous allez les retrouver et les accompagner sur scène en rentrant. Or ils n'ont rien foutu. » Elle poursuit : « Leur prestation au Palais d'Hiver à Lyon fut calamiteuse, (...), ce fut le premier bide de leur carrière. »
Une version qui contrarie quelque peu celle du bassiste du groupe, Aldo Martinez, parue dans le no 38 de Jukebox magazine : « Ce que les gens ne savent généralement pas, c'est que lorsqu'Eddy est parti à l'armée, on nous a poussés à le remplacer. Mais nous avons toujours refusé. Barclay nous a présenté Matt Collins, mais nous étions intègres. On parla également de Thierry Thibault, comme remplaçant éventuel d'Eddy. En réalité durant l'été 1962, Thierry remplaça au pied levé Dick Rivers, (...), qui avait quitté Les Chats sauvages... Les Chaussettes c'était nous cinq et personne d'autre. Lorsqu'Eddy nous a quittés, nous avons pris un grand coup (...). C'était le 31 décembre 1963. Il nous annonce comme ça : Voilà, les mecs, on arrête. Je me sépare de vous. Bonne année. (...) J'ai très très bien compris sa position. Il en avait marre de partager avec des mecs qui ne lui apportaient pas grand chose. Il était le chanteur, le leader, il écrivait les textes des chansons etc. Il a pris d'autres musiciens qui lui revenaient moins cher que nous et qui étaient meilleurs. On ne pouvait pas lui reprocher d'être ambitieux. C'est l'époque où nous commencions à mieux jouer. Nous nous sommes quittés quand ça devenait bien. Autant je suis critique à l'égard de nos premiers disques, autant (...), un peu avant la séparation, nous commencions à être bons. ».
Toujours selon Évelyne Langey, Eddy Mitchell aurait déclaré à ses partenaires : « Moi pendant deux ans, j'ai travaillé, et vous n'avez rien fait. Alors quand on va reprendre, je ne marche plus pour partager en cinq. Le cachet, on va le couper en deux, la moitié pour vous et l'autre moitié pour moi. » Elle ajoute que « ...tous ont refusé, déclarant que sans eux, il ne ferait jamais rien. Eddy leur a donné leur chance, ils n'en ont pas voulu par vanité. »,.
Le guitariste William Bennaïm voit les choses différemment, considérant qu'Eddy Mitchell aurait pu, comme il le faisait déjà depuis plus d'un an, continuer à enregistrer des disques pour lui en alternance avec ceux gravés avec le groupe.

### Nouvelle formation et séparation (1964)
Le départ d'Eddy Mitchell est d'autant plus rude que le retour du groupe avec son chanteur était prévu à Bobino début 1964. En janvier 1964, le groupe change de formule pour adopter le style de l'époque, c'est-à-dire un combo de musiciens chanteurs, à l'instar des Beatles, dont d'ailleurs il reprend en version française un de leurs succès du moment I Wanna Be Your Man (Je te veux toute à moi). Paul Bennaïm, déjà guitariste du groupe depuis 1963, remplace définitivement Tony d'Arpa démissionnaire et devient le soliste et l'organiste des Chaussettes Noires. La nouvelle formation composée d'Aldo (basse et chant), William (guitare rythmique et chant), Paul (guitare solo, orgue et chant) et Gilbert (batterie et percussions), enregistre deux super 45 tours en janvier et avril 1964.
Pendant l'hiver 1963-1964 les Chaussettes Noires se remettent au travail. Une séance de photos se tient le 10 janvier à Paris où la nouvelle physionomie du groupe est mise en scène ; ils retrouvent également la petite salle de leur début, rue Saint-Dominique à Paris, pour préparer leurs futurs galas. Au printemps 1964, le groupe est de retour sur scène ; il se produit notamment à Juvisy sur Orge. En juin 1964 les Chaussettes Noires tournent dans le Nord de la France et en Belgique (notamment à Boulogne sur Mer au « Chat Noir », à Mons-en-Barœul au Club « La Peau de Vache », à Mouscron, à Comines en Belgique). Durant l'été, ils sont en concerts dans le sud de la France, le 14 juillet 1964 à Alès, le 15 à Carpentras et le 16 à Annecy (en première partie de Gene Vincent).
En juillet-août 1964 ils effectuent une dernière tournée en Corse. Les dissensions internes (liées en partie à l'animosité d'une partie du groupe contre la carrière solo d'Eddy Mitchell) entre les frères William et Paul Bennaïm d'un côté, et Aldo Martinez et Gilbert Bastelica de l'autre, finissent d’abîmer la belle entente et annoncent la fin de l'aventure à la rentrée. Après le départ d'Eddy Mitchell, les Chaussettes Noires sont encore populaires, mais la grande période du groupe - 1961/1962 - est terminée. En 1964, ils ont encore les faveurs du public et d'une partie de la presse jeune : ils sont ainsi présents dans la « Galerie des 7 groupes qui grimpent » du numéro de juillet 1964 du magazine Salut les copains, aux côtés des Fantômes (qui accompagnent Eddy Mitchell sur scène) et des Rolling Stones. En revanche, le magazine Disco Revue, plus rock « dur » et converti au rock anglais triomphant ne les soutient plus, tout comme leurs confrères Les Chats Sauvages. L'époque a définitivement changé.
Le groupe, privé de son chanteur vedette, est dissous à l'automne 1964. En novembre, William Bennaïm et Tony d'Arpa intentent plusieurs actions en justice contre Eddy Mitchell, pour non-respect des clauses qui liaient les Chaussettes Noires entre novembre 1960 et novembre 1963, selon lesquelles Eddy aurait perçu des rétributions séparées durant cette période[réf. nécessaire]. Si ce dernier est condamné en première instance, William Bennaïm et Tony d'Arpa sont déboutés en appel, après une longue procédure qui ne s'achèvera qu'en 1968. Tony d'Arpa et William Bennaïm se retrouvent une dernière fois ensemble sur scène en février 1965, l'un à la basse, l'autre à la guitare comme accompagnateurs de Vic Laurens lors d'un Musicorama avec les Kinks à l'Olympia. Dès septembre 1964, Aldo Martinez et Gilbert Bastelica retrouvent Michel Gaucher dans le nouvel orchestre de scène d'Eddy (qui vient de se séparer de ses derniers accompagnateurs Les Fantômes).

### Post-séparation
Eddy Mitchell poursuit avec succès une carrière en solo.
Le bassiste Aldo Martinez joue dans l'orchestre d'Eddy en 1964-1965, puis devient son régisseur jusqu'en 1970. Il est ensuite le secrétaire particulier de Claude François, animateur à la radio et producteur de vedettes, et est devenu le principal « gagman » de Coluche. Il meurt le 22 mai 1996. Philippe Timsit lui a consacré une chanson, Henri Porte des Lilas. Philippe, à l'éclairage, et Aldo, à la régie, ont travaillé ensemble au Théâtre Saint-Martin pour le grand orchestre du Splendid au début des années 1980.
Jean-Pierre Chichportich, premier batteur du groupe — qui appelé sous les drapeaux quitte la formation alors à ses débuts — fait à l'armée la connaissance d'un certain Philippe Duval, qui n'est autre que le premier guitariste de Johnny Hallyday. Des années plus tard, ils se retrouvent sur les Champs-Élysées ; Chichportich travaille chez André Salvet dans l'édition musicale — place qu'il occupe grâce à l'influence de Eddy Mitchell. Duval s'y fait embaucher comme attaché de presse. Profitant du studio disponible chez Salvet, il écrit aussi des chansons. N'étant pas inscrit à la Sacem, c'est l'ex batteur des Chaussettes noires, sous le pseudonyme de Jean-Pierre Morlane, qui perçoit les droits des musiques qu'ensemble ils composent et qu'ils partagent selon un accord tacite. Le duo a ainsi écrit pour Catherine Ribeiro Le chasseur, Elle pour Claude Righi, pour Sheila Le plus beau métier du monde, pour Annie Philippe C'est la mode, Maudit brouillard pour Frank Alamo.
Le saxophoniste Michel « Mick » Picard accompagne Johnny Hallyday en 1976 au Palais des sports de Paris (Michel Gaucher est également au saxophone dans l'orchestre) et en 1979 au Pavillon de Paris.
Le saxophoniste Michel Gaucher accompagne en studio et sur scène divers artistes, Michel Sardou et Johnny Hallyday notamment, et joue régulièrement avec Eddy Mitchell, et cela jusqu'à la dernière tournée de 2010. En 2014, il accompagne avec son big band Les Vieilles Canailles sur la scène de Bercy, ainsi que pour leur tournée en 2017.

### Evocation des Chaussettes Noires à l'Olympia de Paris (2004)
En 2003, un ancien musicien devenu homme d'affaires, Jean-Pierre Marionneau, a l'idée de produire un spectacle qui aura lieu une unique fois à l'Olympia de Paris le 20 juin 2004. Ce spectacle, présenté par l'ex-bassiste des Pirates Jean Veidly, réunit de nombreux pionniers du Rock français des années 1960-1964, chanteurs, chanteuses et groupes partiellement reconstitués. Le spectacle commence par l'évocation d'un des groupes emblématiques de l'époque : les Chaussettes Noires. Le lever de rideau est assuré par les Socquettes Blanches. Ces derniers, sont le groupe « tribute » (hommage) officiel des Chaussettes Noires et Daniel Delannoy, leur chanteur, accompagné par des roulements de toms de batterie, ouvre le spectacle en évoquant le début des années 1960 et l'impact des Chaussettes Noires sur la mémoire collective de toute une génération. Les Socquettes Blanches interprètent ensuite des titres phares de leurs modèles : « Chérie oh chérie », « Tu parles trop », « Be bop a Lula ». À la fin de ce dernier morceau, Paul Bennaïm et Gilbert Bastelica, sous une standing ovation, rejoignent les Socquettes Blanches sur scène où ils interprètent un premier morceau, l'instrumental « Pow Wow », puis d'autres titres chantés, « Dactylo Rock », « Oublie-moi », « Il revient » et enfin « Daniela » qui clôture leur passage.
Regrouper les Chaussettes Noires n'a pas été aisé. Les membres historiques du groupe, Tony et Aldo sont à l'époque décédés. La plupart ont tourné la page et, pour certains comme William, ont rangé leur instrument. Accompagnés et poussés par des proches et leur entourage, Paul et Gilbert, anciens membres des Chaussettes Noires (ils n'étaient pas présents au début de l'histoire, mais ont participé à l'aventure du groupe avec et sans Eddy Mitchell), vont se retrouver pour évoquer le groupe, 40 ans plus tard. Les répétitions ont lieu entre mai et juin 2004, avec Paul Bennaïm. Gilbert Bastelica fera une unique répétition avec les Socquettes Blanches, la veille du spectacle du 20 juin à l'Olympia (il a réécouté préalablement les morceaux retenus pour le concert). Quelques mois plus tard, du 22 au 26 février 2005, Paul et Gilbert se produisent de nouveau ensemble au Club Lionel Hampton de l'ex-Hôtel Méridien de la Porte Maillot à Paris toujours soutenus par les Socquettes Blanches.
Les musiciens ayant participé ou travaillé à ce « retour » durant avril-juin 2004 / février 2005 sont :
- Paul Bennaïm (ex-Chaussettes noires) — guitare (Olympia et Méridien) ;
- Gilbert Bastelica (ex-Chaussettes noires) — batterie (Olympia et Méridien) ;
- Daniel Delannoy (Socquettes blanches) — chant (Olympia et Méridien) ;
- Grégoire Garrigues (Socquettes blanches) — guitare (Olympia et Méridien) ;
- Étienne Sterckx (Socquettes blanches) — saxophone (Olympia et Méridien) ;
- José Ortuno — guitare (Olympia) ;
- Paolo Coccina (Socquettes blanches) — basse (Olympia et Méridien) ;
- Jean-Jacques « Jeannot » Cirillo (Socquettes blanches) — batterie (Olympia) (dans la première partie du passage des Socquettes Blanches avant l'entrée en scène des Chaussettes Noires) et Méridien ;
- Éric Sassi — batterie (en alternance avec Jeannot Cirillo durant les répétitions pour l'Olympia).

## Chronologie (1960—1965)
La chronologie qui suit rend compte de la carrière du groupe dans les années 1960 à 1965. Elle est construite sur le recueil et le recoupement des nombreux articles et comptes rendus de la presse de l’époque (quotidiens nationaux ou régionaux, revues spécialisés comme Disco Revue, Salut les Copains, Âge Tendre, Bonjour les amis, Ciné Monde, etc.), des revues actuelles spécialistes du genre (Juke Box Magazine, Platine', Le Club des Années 60…), des ouvrages traitant du rock et de l'histoire du groupe tels Ceci est leur Histoire de Thierry Liesenfeld, La Belle histoire des groupes de rock français de Hervé Mouvet et Jean Chalvidant, Dactylo Rock de Maurice Achard, de nombreux témoignages et interviews effectués auprès des principaux intéressés (Les Chaussettes Noires) ou de leurs proches.

### 1960
En août 1960, Claude Moine (futur Eddy Mitchell) et Christian Blondieau sont en vacances à Royan où ils se produisent au Regalty (Claude Moine s'y produit dès l'été 1959). Ils y rencontrent Aldo Martinez. Claude et Aldo sympathisent et se font part de leurs projets artistiques. À la rentrée Aldo fait la connaissance d'un groupe de jeunes passionnés de guitare et de rock depuis la fin des années 1950, dans les nouvelles cités de Créteil aux Emouleuses en banlieue parisienne. Il va leur présenter ce chanteur à la recherche de musiciens et désireux de monter un groupe de rock.
En septembre, les membres originels des futurs Chaussettes Noires sont réunis ; le chanteur (Claude Moine) et son ami le batteur Jean-Pierre Chichportich rejoignent Aldo Martinez, et les deux guitaristes de Créteil William Bennaïm et Tony d'Arpa). Les répétitions commencent dans un ancien cinéma transformé en salle de fête appartenant à la paroisse de Saint-Pierre du Gros Caillou, passage Landrieu près de la rue Saint-Dominique dans le 7e arrondissement de Paris. La salle est baptisée le Studio Paris Amateur (SPA). Entre octobre et novembre, le groupe y enregistre avec l'aide de Daniel Gouin (un masseur-kinésithérapeute non-voyant, ingénieur du son à ses heures) quatre titres : L'ours Brun (Running Bear de Johnny Preston), Betty, Tant pis pour toi et Be Bop A Lula en anglais (le succès de Gene Vincent). Cet enregistrement sortira plus tard, quand les Chaussettes Noires seront connus, sous la forme d'un disque acétate à tirage limité.
En novembre, le groupe passe une audition, en tant que « Danners » ou déjà 5 Rocks devant la Production des disques Barclay. Jean Fernandez et Eddie Barclay vont donner leur chance à ces cinq jeunes menés par un grand garçon avec une chevelure rouge incroyable. Le nom « 5 Rocks » aurait été choisi par Jean Bouchety futur arrangeur d'Eddy Mitchell et du groupe. Le 9 (ou le 12) novembre), les 5 Rocks signent leur premier contrat chez Barclay en présence de leurs parents, aucun d'eux n'est majeur,,. Le 20 décembre, la première séance d’enregistrement des futurs Chaussettes Noires a lieu chez Barclay au studio de l'Avenue Hoche à Paris sous la direction de Jean Fernandez (qui assurera la production artistique de toutes les séances des Chaussettes noires jusqu'en 1963). Les titres enregistrés sont Be Bop A Lula, Tant pis pour toi, Si seulement et Tu parles trop.
Fin décembre, le groupe, en passe de commencer sa carrière professionnelle, donne un concert privé pour leurs amis et leurs familles dans le local du Passage Landrieu.

### 1961
En janvier 1961 le groupe répète sa tenue et chorégraphie de scène dans les studios Barclay avec le chorégraphe Douglas Scott.
Le 27 (ou le 28) janvier, leur premier titre Be Bop a Lula est diffusé sur Europe 1. Le commentateur annonce « Vous venez d’entendre le premier groupe de rock français : les Chaussettes noires ! », au grand désarroi des principaux intéressés. Le 30 janvier, les Five Rocks déjà « Chaussettes noires » font leur première apparition télévisée sous l’appellation « Cinq rocks » pour ne pas faire de la publicité clandestine aux Chaussettes Stemm. Le titre Tu parles trop est interprété autour de la mère d’Antoine de Caunes, Jacqueline Joubert qui présente l'émission Toute la chanson,.
Le 8 février sort le premier EP des Chaussettes noires : Be Bop a Lula avec le lettrage « Chaussettes » en rouge et « Noires » en noir. On retrouvera ce lettrage sur les deux ultimes EP du groupe en 1964.
Le 14 février se tient la séance d’enregistrement des titres Eddie sois bon, Betty et Je t'aime trop. Le son des Chaussettes noires évolue une première fois lors de ces enregistrements avec l'apport de la contrebasse de l'arrangeur Jean Bouchety qui supplée à l'absence de bassiste dans le groupe (Aldo Martinez passera du poste de guitariste à celui de bassiste par la suite) et donne ainsi à l'ensemble un son plus rond, moins brut que les premiers enregistrements de décembre 1960.
Le 27 février, les Chaussettes noires se produisent au premier festival de rock 'n' roll à Paris avec Johnny Hallyday et Frankie Jordan. C'est leur première apparition sur une grande scène.
Le 4 mars, ils enregistrent les titres O Mary Lou, Daniela, Fou d'elle. Le 16 mars sort l'EP 45 tours avec Daniela, Eddie sois bon, Betty et Je t'aime trop.
En mars (à confirmer), le groupe se produit à Mouscron en Belgique au Relais de la Poste (avec les Cousins, et les frères Cogoni (futurs Sunlights) pour un festival Rock organisé par Jean Van Loo. Le 19 mars, les Chaussettes noires sont au programme de l’émission télévisée Le Train de la gaîté où ils interprètent Daniela et Be bop A Lula.
Entre mars et juin, les Chaussettes noires effectuent leur première tournée avec Jean Nohain et sa troupe d’artistes de music-Hall. Au début de cette tournée et durant leurs premiers galas, les Chaussettes noires n’ont que quelques titres à leur actif, et sont obligés de doubler certains morceaux aux rappels. Le 23 mars c'est le soir de rodage de la tournée et un premier gala a lieu à Tours pour le personnel de la Lainière de Roubaix Stemm.
Le 5 avril se tient la séance d’enregistrement des titres La Bamba Rock et Hey Pony. Ce même mois sort l'EP 45 tours avec Hey Pony, O Mary Lou, Fou d'elle et La Bamba Rock, puis le premier 25 cm des Chaussettes noires, intitulé 100 % rock.
Le 19 avril le groupe passe à la télévision dans l’émission Rue de la gaîté présentée par Anne-Marie Carrière et y interprète Hey Pony en direct.
La formation se produit dans toute la France : le 8 avril à Montgeron, le 14 avril à Épinal, le 15 avril à Fesche-le-Châtel, le 16 avril à Mulhouse, le 17 avril à Colmar, le 23 avril à Nancy dans le cadre du Gala de la Gaité animé par Jean Nohain, le 24 avril à Forbach, le 25 avril à Verdun. Ils jouent ensuite le 26 avril à Bourges, le 28 avril à Caen, le 30 avril à Alfortville dans le Val-de-Marne, le 3 mai à Auxerre, le 8 mai à Chalon-sur-Saône, le 9 mai au cinéma l'Eden au Creusot, le 10 mai à Dole, le 13 mai à Dunkerque, le 14 mai à Malo-les-Bains.
Le 15 mai le groupe joue à Digoin où Gilbert Bastelica prend le poste de batteur pour la première fois en remplacement de Jean-Pierre Chichportich qui part à l’armée. Courant avril, des auditions ont eu lieu pour le poste de batteur afin de remplacer Jean-Pierre Chichportich appelé au service militaire. Plusieurs candidats postulent à ces auditions, mais c’est Gilbert Bastelica (un ami de Jean-Pierre Chichportich), batteur de l'orchestre de jazz Nouvelle-Orléans Les Swingsters de Gilbert Lerner (également ami et ancien collègue d’Eddy et de Jean-Pierre) qui l’emporte grâce à son break d'introduction à la caisse claire sur « Hey Pony ». Le 1er mai les deux batteurs historiques des Chaussettes noires signent un contrat (devant leurs parents), où le premier, Jean-Pierre Chicheportich, cède sa place à Gilbert « Jean-Pierre » Bastelica durant ses obligations militaires.
Le 17 mai les Chaussettes noires sont au Palais des fêtes de Roanne, le 18 mai à Lons-le-Saunier, les 20 et 21 mai à Bruxelles, le 22 mai à Lille, les 27 et 28 mai à Reims, le 31 mai à Genève en Suisse à Genève (ils enregistrent leur passage pour la télévision Suisse (RTS) dans l'émission Abracadabra). Le 3 juin ils jouent à Bobigny en Seine-Saint-Denis au club paroissial des Marais, les 6 au 8 juin ils sont à Toulouse, le 7 juin à Tarbes, le 9 juin à Bordeaux, le 11 juin au Mans, le 13 juin à Dreux, le 14 juin au cinéma municipal d'Évreux, le 21 juin au Petit Palais à Avignon, les 24 et 25 juin à Laroche-Migennes (au Cabaret de l’Escale) dans l'Yonne, le 26 juin à Château-Thierry dans l'Aisne, le 27 juin à Elbeuf en Normandie, le 30 juin à Rognac dans les Bouches-du-Rhône, le 1er juillet à Bédarieux dans l'Hérault, le 2 juillet à Nîmes, le 3 juillet à Bagnoles, le 4 juillet à Narbonne, le 5 juillet à Perpignan, le 6 juillet à Juan-les-Pins, le 8 juillet à Saint-Raphaël dans le Var, le 9 juillet à Draguignan, le 13 juillet à Lingostière, et le 15 juillet à Solliès-Toucas où ils se produisent en plein air dans un champ.
Le 29 mai, le groupe enregistre les titres Chérie oh Chérie et Trop jaloux.
Le 30 mai est diffusée la première de l’émission télévisée d'Albert Raisner Âge Tendre et tête de bois où les Chaussettes noires interprètent en direct Eddie sois bon au Golf-Drouot. Jean-Pierre Chichportich est présent à la caisse claire/cymbale. L’émission a probablement été enregistrée vers le 25 mai alors que Gilbert Bastelica était déjà intégré au groupe.
Le 1er juin, le chanteur Eddy Mitchell poursuit son processus de professionnalisation en effectuant sa demande d’adhésion à la SACEM (« Société des Auteurs, Compositeurs et Éditeurs de Musique » / SDRM « Société pour l'administration du droit de reproduction mécanique des auteurs, compositeurs et éditeurs ») en qualité d’auteur. Il joint, à l’appui de sa demande, 6 œuvres dont il a écrit les paroles : Be bop A Lula, Si seulement, Tant pis pour toi, Je t’aime trop, Betty et Fou d’elle. Il y sera admis en tant « qu’auteur stagiaire » le 20 décembre. Pour son examen d’entrée il rédige en sujet imposé un texte de chanson, L'Amour est là.
Courant juin les scopitones couleurs Be Bop A Lula et Je t’aime trop sont tournés par Alexandre Tarta. Le 28 juin, ils enregistrent le titre Chérie oh Chérie (2e version).
Le 17 juin, Eddy Mitchell épouse Françoise Lavit. Les Chaussettes noires dont Jean-Pierre Chichportich (en permission) ainsi que Jean Fernandez assistent au mariage du chanteur. Le lendemain, 18 juin, les Chaussettes noires se produisent au 2e festival de rock’ n Roll au Palais des Sports à Paris (devant un immense portrait d’Elvis Presley). Jean-Pierre Chichportich est encore présent pour l'occasion à la batterie « minimum » (caisse claire / cymbale) ; il cédera ensuite complètement sa place à Gilbert jusqu’en décembre 1962.
Le 19 juin, la RTS diffuse l'émission Abracadabra où les Chaussettes noires interprètent en playback Be Bop A Lula et Eddie sois bon. Le 19 juillet les titres « Madame madame », « Dactylo Rock » et « Petite Sheila » sont enregistrés. Selon Eddy Mitchell, le chorus de guitare de « Madame madame » aurait été écrit pour William par Dean Noton (futur Fantômes et futur accompagnateur d'Eddy).
En juillet les Chaussettes noires démarrent leur première tournée d'été, sur un rythme infernal :
Le 22 juillet ils donnent un gala à La Madeleine, puis à Biarritz. Le 28 juillet ils se produisent à Gemenos, le 1er août à Monaco, le 3 août au Cannet, le 4 août à Helio-Marin, le 5 août à Grasse, le 6 août au nouveau casino de Nice avec Nicole Croisille et le jazzman Bill Coleman en première partie, le 7 août à Vence, le 8 août à Saint-Laurent (du Var), le 10 août à Ballaruc, le 11 août à Toulon, le 12 août à Vallauris, le 13 août à Pallud, le 14 août à Valbonne, le 16 août à Pertuis.
Le 19 août l’émission « Douceur de vivre » est diffusée sur Télé Marseille où les Chaussettes noires interprètent sur la croisette de Juan-les-Pins « Eddie sois bon ». Les Chaussettes noires donnent un gala à Cassis.
Entre 19 et le 25 août (?) : entre deux galas, les Chaussettes Noires enregistrent une version du « Rock des Karts » et tournent leur séquence pour le film « Une Grosse tête » avec Eddie Constantine. Ils tournent à la Villa Davis Boyer les scopitones en noir & blanc de « Be Bop A Lula », « Fou d’Elle » et « Daniela » juste avant la Coupe du monde du Rock 'n’ Roll à Juan Les Pins.
Leur tournée d'été se poursuit sur la Côte d'Azur. le 20 août ils se produisent à Brignolles, le 22 août à Mougins. 24 août au Casino des Sablettes (Seyne-sur-Mer, Var).
Le 25 août les Chaussettes noires participent à la Coupe du monde du Rock’n Roll au Vieux Colombier à Juan-les-Pins. Ils se produisent également à la Bocca à Cannes.
Du 26 au 29 août les Chaussettes Noires sont en Algérie (encore française) où ils donnent plusieurs galas : les 27 et 28 août à Guyotville dans la proche banlieue d’Alger, puis au théâtre d'Alger. le 29 août le gala des Chaussettes Noires au Théâtre de verdure d’Oran est annulé pour cause d’alerte à la bombe. Ils donnent le soir une interview à la télévision locale. William en profite pour visiter sa famille encore présente à Oran. Le 30 ils sont à Tiaret.
Le 30 août c'est le retour en Métropole où les galas se poursuivent et se transforment en tour de France.
Le 2 septembre les Chaussettes Noires sont en concert place Saint-Nicolas à la foire exposition de Bastia en Corse. Le 3, ils font relâche à Santa-Lina en Corse dans la famille de Gilbert Bastelica.
Une deuxième tournée avec Jean Nohain commence en septembre. Le 7 septembre ils sont à Bordeaux, le 9 septembre à Boulogne Sur Mer, le 10 septembre à Tourcoing et Roubaix (Au Colisée à Roubaix ?).
Le 11 septembre sort le 45 tours EP 70392 avec « Madame ! Madame ! », « Dactylo Rock », « Chérie oh chérie » et « Trop jaloux ».
Le 12 septembre les Chaussettes noires se produisent au Havre à  l'ABC (tournée Stemm Parade organisée par Jean Nohain), avec Jacques Courtois et son canard Omer, Bernard Haller, la chanteuse Claire Ferval, le tout animé par Gilbert Richard. Dans l'après-midi précédant le spectacle le groupe se livre (comme souvent lors de ses galas) à une séance de dédicaces dans les Galeries du Havre.
Le 13 septembre ils sont à Rouen. Les 16 & 17 septembre ils se produisent à Aulnay-sous-bois en banlieue parisienne.
Le 18 septembre le groupe enregistre les titres « Rock des Karts » (version disque) et « C'est tout comme ».
Le 21 septembre ils sont à Grenoble, le 23 septembre à Montargis, le 26 septembre au théâtre municipal de Dijon (toujours dans la tournée Parade Stemm avec Jean Nohain), le 28 septembre à Clermont-Ferrand, le 30 septembre à Angoulême, le 4 octobre à Angers, le 5 octobre à Châteauroux.
Le 10 octobre les Chaussettes noires tournent une séquence du sketch « Ella » du film « Les Parisiennes » avec Darry Cowl et Dany Saval vers la Place Blanche. Le titre « C’est bien mieux comme ça » dans le film est enregistré avec un son très live par les Chaussettes noires avec Dany Saval et sans saxophone.
Le 18 octobre ils sont à Douai, le 19 octobre à Amiens, les 21 & 22 octobre à Lyon, le 23 octobre à Bourg en Bresse.
Le 25 octobre la RTS (Radio-Télévision Suisse) diffuse dans l’émission Carrefour une séance de dédicaces des Chaussettes noires. Ce même jour ils enregistrent les « Le Twist », « Quand je te vois » et « Vivre sa vie », où le saxophone fait sont apparition, et fait évoluer le style des Chaussettes noires vers un son "Doo-wop". Fin octobre sort le deuxième 25 cm des Chaussettes Noires « Rock 'n 'twist » (Barclay 80160). La composition du groupe évolue et est présentée comme « Les Chaussettes noires + 1 » avec l'inclusion d'une sixième Chaussette noire, Michel Picard, au saxophone.
Le 26 octobre les Chaussettes noires donnent un gala à Strasbourg (tournée avec Jean Nohain). Le 28 octobre le groupe se produit en Suisse à Lausanne au Théâtre de Beaulieu où leur titre « Daniela » rencontre un franc succès
Le 2 novembre le groupe enregistre un disque de Noël avec les titres « Noël de France », « Noël de l'An dernier » et « Le twist du Père Noël »
Le 4 novembre les Chaussettes noires sont à Montluçon avant de faire le 6 novembre leur premier Olympia avec Helene Shapiro et Vince Taylor et ses Play-boys. Du 10 au 13 novembre ils donnent plusieurs galas à l’Alcazar de Marseille (où Michel Picard apparait pour la première fois sur scène avec eux).
Le 14 novembre ils se produisent à Montélimar, le 18 novembre à Riom dans le Puy-de-Dôme. Le 21 novembre les Chaussettes noires sont au Club Saint-Hilaire à Paris où ils font danser le twist devant les photographes à la chanteuse Claire Ferval et d’autres starlettes du moment.
Du 22 (ou 24) novembre au 14 décembre le groupe se produit une nouvelle fois, pour plusieurs représentations à Paris au théâtre de l’ABC. invités dans les soirées parisiennes, les 6 Chaussettes noires en tenue de scène assistent à un cocktail où sont présents Simone Signoret, Jean-Paul Sartre.
Le 24 novembre sort le 45 tours EP 70412 avec « Noël de France », « Le Twist du Père Noël », « Noël de l'an dernier » et « Vivre sa vie ». Le 25 novembre a lieu la diffusion de l'émission télévisée Discorama où les Chaussettes Noires interprètent « Dactylo Rock » et « Le Twist ». Ce même jour Eddy Mitchell sollicite, « sous les auspices de MM. Charles Aznavour et Georges Garvarentz », l’honneur d’être admis en qualité d’adhérent à la SACEM. Le 8 décembre sort le 45 tours EP 70417 avec « Le twist », « Rock des karts », « Quand je te vois » et « Petite Sheila ». Le 14 décembre les Chaussettes noires enregistrent « La leçon de twist ».
Le 16 décembre les Chaussettes noires donnent un gala au Casino d’Annecy. La soirée se termine avec la police et sous l’eau des lances à incendie des pompiers. Ils repasseront par Annecy en 1964, sans Eddy.

### 1962
Le 2 janvier 1962, Eddy Mitchell effectue ses « 3 jours » au Fort Neuf de Vincennes. il est déclaré apte au service militaire.
Le 4 et 5 janvier, les Chaussettes noires enregistrent les titres Peppermint Twist (avec Georges Arvanitas dit « Jimmy Moroney » aux claviers) et Volage.
Début 1962 le groupe donne plusieurs galas avant le départ de son chanteur à l'armée début mars :  le 6 janvier à Chalon-sur-Saône, le 7 janvier à Lons-le-Saunier, le 8 janvier à Belfort, le 9 janvier à Thionville, le 11 janvier à Charleville-Mézières, le 12 janvier à Sedan, le 13 janvier à Bruay-en-Artois, le 14 janvier à Valenciennes, le 15 janvier à Beauvais, le 16 janvier à Lens (Cinéma l’Apollo), le 16 janvier à Abbeville, le 17 janvier à Saint-Quentin, le 20 janvier au Péage de Roussillon, les 1 et 2 février au foyer municipal d'Audincourt dans le Doubs, le 3 ou 5 février à Nevers, le 5 février à Saint-Étienne, le 9 février à Genève, en Suisse, le 13 février à Reims, le 14 février à Evreux, le 15 février au Havre, le 16 février à Lisieux au Cinéma Majestic, le 17 février au Mans, le 18 février au théâtre municipal de Cherbourg, le 19 février à Vannes, le 20 février à Saint-Brieuc au cinéma Le Splendide, le 21 février au cinéma le Celtic à Brest, le 22 février à Lorient, le 23 février à Poitiers, le 24 février à Saintes, le 25 février à Bordeaux et enfin le 26 février à Brives au Splendid. C'est à ce gala qu'a eu lieu l'épisode du clou dans la chaussure de Tony, obligé de quitter précipitamment la scène pour revenir ensuite sans chaussures et en chaussettes bleues, provoquant un éclat de rire général dans le public.
- 10 janvier : séance d’enregistrement de la version studio de « C’est bien mieux comme ça » des Chaussettes Noires avec Gillian Hills en duo avec Eddy Mitchell[Note 13] ; une première version en studio, non concluante, a été d'abord essayée avec Dany Saval (qui interprète néanmoins la version du titre entendue dans le film)[Note 21]. Gillian Hills a probablement enregistré sa partie de chant vers le 25 janvier. Gala des Chaussettes Noires à Saint-Dié[Note 15].
- (17 ou) 19 janvier : sortie nationale du film « Les Parisiennes ». Les Chaussettes Noires dédicacent leurs disques à Paris en compagnie de l’une des actrices du film, Berthe Grandval (que l’on retrouvera dans le film « Cherchez l’idole » en 1963-64).
- 19 janvier : sortie du 45 tours EP 70427 avec « Peppermint twist partie 1 et 2 », « La leçon de twist » et « Volage/infidèle »[97].
- Courant janvier : tournage du scopitone couleur Quand je te vois.
- 21 janvier : séance d’enregistrement des titres « Non ne lui dis pas », « Shake Rattle and Roll »). On découvrira en 1994 les versions alternatives de ces enregistrements (ainsi que d’autres). C’est Aldo Martinez qui assure le contre chant sur « Non ne lui dis pas », titre qu'Eddy Mitchell a plus de difficulté à mettre en place que lui. On y entend les facéties du batteur professionnel Armand Molinetti, les indications du directeur artistique Jean Fernandez, et les guitares des Chaussettes Noires[Note 22].
- 25 janvier : le groupe fait la Une du magazine Télé 7 jours (semaine du 27 janvier au 2 février).
- 27 ou 29 janvier : enregistrement de l’émission « Voyez comme on danse » avec les Chaussettes Noires dans les invités.
- 31 janvier : reportage photo pour la revue Radio Magazine des Chaussettes Noires mis en scène chez eux, dans la cité des Emouleuses à Créteil : on peut y voit Tony twistant avec sa petite sœur, William dans sa chambre, Eddy sur un toboggan dans une aire de jeux.
- 9 février : Sortie du 45 tours EP 70383 BO du film « Les Parisiennes » avec « C'est bien mieux comme ça » avec Gillian Hills[97].
- 11 février : diffusion de l’émission Télé-Dimanche (en direct ? ou enregistrée le 10 ?) où les Chaussettes Noires interprètent en direct plusieurs titres (« Petite sœur d’amour », « Line »…).
- 13 février : Eddy Mitchell, désormais sociétaire de la SACEM dépose son acte d’adhésion aux statuts et règlement de cette dernière qu’il validera le 18 décembre 1962. L’auteur-interprète Claude Moine est définitivement admis à la SACEM[Note 18].
- 1er mars : incorporation sous les drapeaux à Montlhéry de Claude Moine pour 18 mois. Les Chaussettes Noires font la couverture, avec une superbe photo à 6, de la revue « La Discographie Française » du 1er mars.
- 7 mars : les Chaussettes Noires sont au Golf-Drouot (sans Eddy Mitchell) où ils font un bœuf et quelques photos avec Matt Collins, un chanteur Yougoslave. Les chroniques de la presse (Radio Magazine du 17 mars titre « Matt remplace « Eddie » soldat) annoncent un changement de chanteur (Eddy étant à l’armée). Il n’en sera rien.
- 12 mars : les photographes sont présents pour immortaliser la visite à la caserne du groupe, de l’épouse et la mère d’Eddy Mitchell. Un petit gala est donné dans la caserne (à confirmer)[100],[Note 23].
- 16 ou 17 mars : les Chaussettes Noires sans Eddy Mitchell sont présents en costume de scène au cocktail organisé par Eddie Barclay à l’Élysée Matignon avec Ella Fitzgerald (qui donne un récital à l’Olympia le 16 mars) et Oscar Peterson.
- 23 mars : sortie du 45 tours EP 70444 avec « Non ne lui dis pas », « Le chemin de la joie », « Petite sœur d'amour » et « Les enchaînés »[97].
- 30 mars : pré-inauguration du tremplin du Golf-Drouot par le groupe niçois Les Loups Garous. Des membres des Chaussettes Noires sont dans le public.
- 4 ou 6 avril : élection de Miss Twist au Golf-Drouot avec Annie Cordy et Luis Mariano. Eddy Mitchell (en uniforme et en permission) s’y produit avec les Chaussettes Noires (encore civils). Eddy pose devant les photographes avec Long Chris et appose sa signature sur la fresque dessinée par ce dernier représentant Johnny Hallyday.
- 10 avril : Eddy Mitchell enregistre[Note 13] sa partie du duo « Le Twist du canotier » sans Maurice Chevalier (qui a déjà enregistré la sienne), avec les chœurs des Chaussettes Noires soutenus par l’orchestre de Raymond Lefèbvre. Eddy vit très mal cette récupération commerciale.
- 11 avril ? : séance de photos de Maurice Chevalier avec un Eddy Mitchell en uniforme et des Chaussettes Noires avec leurs instruments.
- 15 avril : séance d’enregistrement des titres « Roly Poly » et « Hey Let’s twist ! »[Note 13].
- Avril 1962 (ou mai) : diffusion de l’émission « Paris en Autobus » où les Chaussettes Noires interprètent en direct une version très rythmée et puissante de « Hey, Let’s twist ! ».
- 11, 12 & 13 mai : 5e week-end du Rock et du Twist à l’ABC avec les Chaussettes Noires, Harold Nicholas, la chanteuse Arielle, et avec, pour les premiers soirs, Eddy Mitchell en « uniforme amélioré » où des bottes « santiags » remplacent ses chaussures noires réglementaires.
- Mai 1962 : sortie du 45 tours EP 70454 avec Maurice Chevalier, « Le twist du Canotier »[97]. Sortie du troisième album des Chaussettes noires et premier trente cm « Le 2 000 000e disque des Chaussettes Noires » (Barclay 80171)[101].
- 23 & 24 mai : les Chaussettes Noires avec Eddy Mitchell donnent 5 galas à l’Olympia de Paris (en compagnie de la chanteuse Claire Ferval), pour fêter leur 2 000 000e disque.
- 25 mai : sortie du 45 tours EP 70458 avec « Je reviendrai bientôt », « Shout, shout », « Roly Poly » et « Hey, let's twist ! »[97].
- 4 juin : diffusion de l’émission télé « Toute la chanson » (enregistrée fin mai-début juin) où le groupe sans Eddy Mitchell effectue une chorégraphie sur le « Twist du canotier » avec Jean Valton mimant Maurice Chevalier.
- 19 juin : diffusion télé d’Âge tendre et tête de bois où les Chaussettes Noires se produisent seuls sans Eddy Mitchell au Golf, ils y interprètent le générique de l’émission et prennent ensuite la parole (Eddy, depuis son incorporation, a grossi selon eux)[Note 24].
- 20 juin : sortie du film « Une Grosse Tête » avec Eddie Constantine, réalisé en 1961, où les Chaussettes Noires interprètent le « Rock des Karts ».
- 26 juin : Eddy Mitchell a un fils : Eddy Moine junior.
- Eté 1962 : évolution du répertoire des Chaussettes Noires avec de nombreux originaux dus à Georges Garvarentz et Charles Aznavour.
- 5 juillet : Aldo Martinez participe à l'émission « Salut les Copains » à l'antenne d'Europe no 1. Le départ à l'Armée d'Eddy et des autres Chaussettes Noires est évoqué. Il rassure le public sur l'activité du groupe en annonçant également la participation des Chaussettes Noires au film « Comment réussir en amour » dont le tournage commence[Note 25].
- Début juillet : tournage du film « Comment réussir en amour » avant le départ à l’Armée d’Aldo et Tony (en juillet) et de William (en août). Gilbert est momentanément épargné. Mick Picard prolonge sa présence dans les Chaussettes Noires avant de partir faire ses classes en Algérie.
- 10 et 23 juillet : enregistrement des instrumentaux Golf-Drouot et Parce que tu sais (instrumental)[Note 13].
- Fin juillet-août : Eddy Mitchell se produit, en solitaire, pour quelques galas estivaux (Juan-les-Pins) avec les Fantômes (Dean Noton, Dany Maranne, Jacky Pasut et « Charlot » Benarroch).
- 7 septembre : sortie du 45 tours EP 70470 avec « Parce que tu sais », un des plus grands succès du groupe, « Le temps est lent », « C'est la nuit » et « Toi quand tu me quittes »[97].
- Octobre : Eddy Mitchell est de passage au Golf Drouot avec Johnny Hallyday et Long Chris.
- 7 octobre : Eddy Mitchell enregistre les titres de son premier disque en solo (« Angel »).
- 10 octobre : Eddy Mitchell est présent avec sa femme au cocktail donné pour le premier anniversaire du magazine « Disco Revue » de Jean-Claude Berthon (Dick Rivers, Vic Laurens, les Play-boys, Sylvie Vartan, Frankie Jordan, Dany Logan, Françoise Hardy sont également présents).
- 25 octobre : Eddy Mitchell fait partie de ceux (dont Dick Rivers déjà ex-Chats Sauvages) qui accueillent Gene Vincent à Paris alors qu’il va se produire pendant une semaine au Théâtre de l’Étoile accompagné par les Champions et à l’Olympia de Paris. Le 25 ils sont avec lui à l’Atomic Club le soir de sa première au Théâtre de l’Étoile.
- 29 octobre : baptême du feu pour Michel Gaucher (qui remplace Michel « Mick » Picard au saxo) avec les Chaussettes Noires, à la Mutualité de Paris.
- Octobre 1962 : sortie du quatrième album des Chaussettes noires et troisième 25 cm « Comment réussir en amour » (Barclay 80187)[92]. Eddy Mitchell fait la couverture du numéro 3 du magazine Salut les Copains de novembre : « Eddy Mitchell : un caporal bien tranquille ».
- 18 novembre : première apparition en solo d'Eddy Mitchell à la télévision dans l'émission de variétés « Voterez-vous pour eux en 1963 ?», où il interprète avec les Chaussettes Noires le « Twist du Canotier », et deux de ses premiers titres en solo, « C'est à nous » et « Angel », assurant la promotion de son premier disque à sortir le 1er décembre[102].
- 29 novembre : enregistrement du titre « Eve » (Eddy / Aldo / William / Michel avec l’orchestre de Jean Bouchety)[Note 13], support de la séquence des Chaussettes Noires dans le film « Just for fun » (Venez les copains / Jukebox 65) jamais sorti en France. Le titre sera découvert en 1979 sur une compilation d’Eddy (« 1963 »).
- 5 décembre : les Chaussettes Noires participent à un Musicorama d’Europe no 1 en compagnie de Rika Zaraï.
- 6 ou 9 décembre : les Chaussettes Noires tournent la séquence « Eve » pour le film « Just for fun » aux studios de Boulogne Billancourt[Note 26]. Ils font une série de photos au Bois de Boulogne, pour le magazine SLC de janvier 1963, où le caporal Eddy Mitchell fait défiler ses Chaussettes.
- 31 décembre : Aldo Martinez stationné en Allemagne retrouve Jacques Dutronc et André Crudo (des Cyclones) dans sa caserne du 68e RALD à Trèves en RFA pour animer le réveillon du nouvel an.

### 1963
- 8 janvier : Eddy Mitchell, (accompagné de son épouse et de quelques membres des Chaussettes Noires (Gilbert), assiste à la centième du spectacle de Marcel Amont à Bobino (diffusion au journal télévisé le 9 janvier)[Note 27].
- Janvier: retour pour quelques semaines de Jean-Pierre Chichportich (le batteur originel) à la batterie.
- Hiver 1963 : William est dans l’orchestre de son régiment des transmissions où il côtoie le chef d’orchestre Aldo Franck. Gilbert Bastelica, est appelé à son tour à l'armée pour quelques mois seulement (il sera libéré à la fin de l'année). Il parvient tant bien que mal (faisant quelques défections) à conserver son poste de batteur au sein des Chaussettes Noires[103].
- 15 janvier : séance au studio Hoche pour le second disque d’Eddy Mitchell en solo : « Be Bop A Lula 63 », « Ce diable Noir », « Je ne pense qu'à l'amour », « Oui je t'aime », avec l’Opéra House Orchestra de Jean Bouchety[Note 13]. Jean-Pierre Chichportich et Gilbert Bastelica (les deux batteurs des Chaussettes noires) viennent encourager Eddy[104].
- 25 janvier : gala des Chaussettes Noires avec Eddy Mitchell à Metz au Palais des Fêtes avec Johnny Taylor, Les Champions, Vic Laurens, Danny Boy et Gene Vincent.
- 26 janvier : gala des Chaussettes Noires avec Eddy Mitchell à Nancy à la Salle Poirel en matinée et soirée, avec Johnny Taylor, Les Champions, Vic Laurens, Danny Boy et Gene Vincent. Les Chaussettes Noires se seraient produits sans leur batteur Jean-Pierre, remplacé par le batteur des Champions Yvon Ouazana[16].
- 27 janvier : les Chaussettes Noires avec Eddy Mitchell sont au Palais des Sports de Paris pour le gala organisé par Europe Numéro Un et le magazine Disco Revue (avec Johnny Taylor et The Strangers, Burt Blanca, les Champions, Vic Laurens, Frankie Jordan, Danny Boy, les Chats sauvages avec Mike Shannon et Gene Vincent en vedette).
- ?? février : gala des Chaussettes Noires à Calais avec Ria Bartok.
- 9 février : les Chaussettes Noires avec Eddy Mitchell se produisent à Amiens.
- 10 au 20 février : le groupe participe à la tournée dite du « Théâtre aux Armées » pour une trentaine de galas sur les bases françaises de l’ex-département d’Algérie. La composition du groupe est inédite : Eddy, Vic Laurens (à la guitare rythmique en remplacement de son frère Tony malade), Aldo, William, Jean-Pierre Chichportich et Michel Gaucher complété (c’est le cas à Alger) de Mick Picard en renfort au saxophone. Le groupe se produit devant les soldats à Oran, Bône, Bougie, Colomb Béchar, Sidi Bel Abbes, Le Lido, Teleghma, Philippeville…
- 20 février : dernier concert sur la base aérienne 146 (La Reghaïa) avant le retour en France dans la nuit.
- 21 février : les Chaussettes Noires avec Eddy Mitchell sont de retour d’Algérie et se produisent au Golf Drouot. Tony est présent. Ils passent sur le tremplin du Golf et effectuent une séance de photos en civil. Ils interprètent (en playback et tenues de scène) « Peppermint Twist » sur la scène du club devant les caméras de « Monsieur tout le monde ». Eddy chante, seul, « Ce diable Noir ».
- 25 février : Eddy Mitchell tourne une séquence du deuxième épisode du feuilleton/variété « L'Europe en chantant » en tournage en janvier-février, où il interprète le titre « Quand c'est de l'amour » issu de son premier disque solo paru au mois de novembre précédent. Présenté par l'actrice Jacqueline Monsigny, il y apparaît en tenue de cowboy assis sur la barrière d'un enclos à vaches[105].
- 8 & 19 mars : séances instrumentales des Chaussettes Noires sans Eddy Mitchell[Note 13] : William, Aldo (avec l’aide de Dany Kaufmann des Champions), Tony, Gilbert, Michel Gaucher, ainsi que le renfort officieux de Paul Bennaïm (le frère de William) à la guitare[106],[107]. Gilbert retrouve définitivement sa place de batteur et assure pour la première fois complètement les parties de batterie. Les Chaussettes Noires ont commencé leurs premières séances et répétitions instrumentales fin 1962 au moment où leur chanteur faisait ses premiers pas en solo avec le disque « Angel ».
- 21 mars : diffusion de l’émission « Monsieur tout le Monde » où on peut voir les Chaussettes Noires avec Eddy Mitchell sur la scène du Golf Drouot, interpréter en playback « Peppermint Twist ». Claude François et Nancy Holloway twistent dans la salle sous le regard amusé de quelques membres des Chats sauvages avec Mike Shannon[Note 28]. Eddy y interprète également « Ce diable Noir ». Jean-Pierre Chichportich apparaît une dernière fois à la batterie des Chaussettes, alors que Gilbert Bastelica était déjà de retour aux sessions d’enregistrements du EP « Instrumental ».
- Mars : les Chaussettes Noires avec Eddy Mitchell effectue une petite tournée en banlieue parisienne (5 ou 6 galas, à Juvisy-sur-Orge et Choisy-le-Roi notamment) avec Jean Veidly (des Pirates) à la basse en remplacement d’Aldo Martinez. Dans son numéro du 12 mars, le magazine hebdomadaire Cinémonde oppose les Chats Sauvages aux Chaussettes Noires.
- Mars ou avril : les Chaussettes Noires avec Eddy Mitchell sont à l'affiche de soirées du « Gala des étoiles » avec Arielle et surtout Claude François, en première partie, qui commence à leur voler la vedette.
- 3 avril : diffusion télévisée de l'émission « L'Europe en chantant » (avec le titre « Quand c’est de l’amour ») un peu en décalage avec l'actualité d'Eddy Mitchell qui a sorti deux semaines plus tôt son second disque EP 45 solo[108].
- 6 & 8 avril : séances d’enregistrements du EP « Il revient » (Eddy Mitchell, les Chaussettes Noires, les Play-boys aux cœurs)[Note 13] ; Paul (le jeune frère de William) intervient à  nouveau sur au moins deux titres (« Il revient » et « Ne délaisse pas »)[106],[107]. Les titres seront diffusés à la radio dès avril[109], avant le passage du groupe à l’Olympia début mai et la sortie du disque fin mai.
- Avril : sortie du premier et unique 45 EP instrumental (réf. 70524) des Chaussettes Noires intitulé « Instrumental » : « Pow wow », « Boom Rang » de William, « Big Ben Rock » de Dany Kaufman le bassiste des Champions (baptisé dans un premier temps « Thème de Dane ») et « Oui Chef Bien Chef » d’Aldo et avec la voix d’Aldo en leader. Dans son numéro 135 du 15 avril 1963 la revue « La discographie française et l'édition musicale française » titre au verso « Les Chaussettes Noires, 1er disque instrumental ! » avec l'annonce des titres et une grande photo de cinq paires de pieds anonymes en chaussettes noires au milieu de leurs instruments de musique. Désir de la production Barclay d’équilibrer la situation des Chaussettes Noires face à Eddy Mitchell et les prémices de sa carrière solo. Volonté aussi de se diriger vers une carrière dans le style de celle de Cliff Richard et ses Shadows. Sur la photo de la pochette du disque, le cliché pris en janvier 1963 à Paris présente les Chaussettes Noires dans leur formation originelle de 1960 (avec Jean-Pierre) à laquelle est adjoint Michel Gaucher ; Paul et Gilbert qui sont pourtant présents en studio n’y figurent pas.
- Printemps : les Chaussettes Noires et Eddy Mitchell se produisent avec Lenny Escudéro et Jacques Brel. Au cours de ces galas, Aldo (indisponible) aurait été remplacé par le bassiste breton Micky Runarvot ? Lors d'un de ces galas, Tony aurait également été remplacé à la guitare rythmique par le guitariste d'un groupe assurant la première partie, Mick Renaud des Shazams ?
- 24 avril : dans les Actualités Françaises (au cinéma) une séquence consacrée aux idoles des jeunes (Richard Anthony…) et les formations rocks, présente un groupe de rock en train d'enregistrer dans un studio, il s'agit de « Claude et ses Tribuns » avec Paul Bennaïm à la guitare solo, le frère de William, âgé alors de moins de 16 ans.
- 27 avril : Eddy Mitchell et les Chaussettes Noires se produisent au cinéma Caméo à Namur (Belgique) dans le cadre du Gala des étoiles.
- 29 avril : diffusion télé de « Toute la Chanson » où Eddy Mitchell interprète « Je ne pense qu’à l’amour »[Note 29].
- Fin avril : répétitions à l’Olympia en vue de la série de galas de mai.
- 4 au 13 mai : les Chaussettes Noires avec Eddy Mitchell se produisent à l’Olympia de Paris au profit des œuvres de l’Armée (avec Jacques Martin qui présente le show, Giannetto, Sophie, les Cyranos, les Play-boys, The Exciters, Nancy Holloway). Les Chaussettes Noires interprètent en alternance, des titres seuls ou avec leur chanteur ; Eddy se produit également en solo accompagné par le grand orchestre de Raymond Lefèvre.
- 8 mai : évocation du passage des Chaussettes Noires à l’Olympia au journal radio de la RTF de 12 h 30 (Inter actualités).
- Mai: sortie du cinquième album des Chaussettes Noires et deuxième 30 cm Chaussettes noires Party (Barclay)[101]. Eddy Mitchell pose en cowboy pour Jean-Marie Périer pour le numéro de Salut les Copains de juin.
- 19 mai : gala d'Eddy Mitchell et des Chaussettes Noires au Lido-Parc à Evreux, dans le cadre du Gala des étoiles.
- 20 mai : sortie du 45 tours EP 70529 « Il revient » / « Ceci est mon histoire » / « Jezebel » / « Ne délaisse pas »[97], le dernier disque d’Eddy Mitchell avec les Chaussettes Noires, et probablement l’un des meilleurs. Le crédit des « Play-boys » aux chœurs sème le doute, mais ce sont bien les Chaussettes Noires qui sont derrière les instruments (William, Tony et Paul aux guitares, Aldo à la basse, Michel au saxophone et Gilbert à la batterie). Le disque sort dans une première version « lettrage vert » : « Les Chaussettes Noires avec Eddy Mitchell et les chœurs des Play-boys », puis un deuxième tirage du disque est produit avec « lettrage rouge » mentionnant « Les Chaussettes Noires avec Eddy Mitchell ». Ce disque (comme le passage à l’Olympia) marque les retrouvailles officielles du groupe avec son public (après la période flottante de 1962-63) et remet en route l’image des Chaussettes Noires (avec un Eddy laissant encore un temps la vedette au groupe).
- 25 & 26 mai : galas d’Eddy Mitchell avec les Chaussettes Noires à Lyon, au Théâtre des Célestins (avec Micky Ameline, Michel Paje, Nancy Holloway et Hugues Aufray).
- Juin : tournée des Chaussettes Noires et Eddy Mitchell avec Sophie, Danyel Gérard et les Champions (dans le cadre du Gala des étoiles). La presse (Cinémonde) annonce qu’Aldo aurait fait une grosse dépression au fin fond de sa caserne en Allemagne, où il a de moins en moins de permissions.
- 5 au 27 juin : Paul Bennaïm participe à la tournée de Dick Rivers, Lucky Blondo, en tant que guitariste de la chanteuse allemande Ria Bartok[110],[111].
- 19 au 24 juin : sessions d’enregistrement d’Eddy Mitchell pour son futur 1er album solo « Voici Eddy »[Note 30].
- 22 juin : gala d’Eddy Mitchell et les Chaussettes Noires à Tours, au Palais des Fêtes à 21h00[110] : ils ne sont pas à la nuit de la Nation avec les autres idoles du moment.
- 23 juin : gala d’Eddy Mitchell et les Chaussettes Noires à Vierzon dans une garden party au Chant des Iles[110].
- 25 juin : Eddy Mitchell, avec Claude François, est présent au Golf Drouot au cocktail organisé pour le premier anniversaire du magazine Salut les copains.
- 29 juin : gala d’Eddy Mitchell avec les Chaussettes Noires à Limoges dans le cadre des festivités organisées pour l’étape du Tour de France. Danyel Gérard, les Champions s’y produisent également ; « 21 h, place Marceau, grand spectacle pour les jeunes avec un concours de twist sous les rythmes endiablés de Danyel Gérard (« Petit Gonzales ») et du groupe les Champions présenté par les présentateurs vedettes d’Europe no 1 Harold Kay et Jacques Martin. Le clou de ce spectacle est la présence du groupe de rock les Chaussettes Noires et de son emblématique leader Eddy Mitchell pour un Musicorama exceptionnel. Cette soirée très animée se termine par la diffusion du résumé de l’étape sur écran géant ».
- 6 juillet : gala d’Eddy Mitchell et les Chaussettes Noires à Chaumont à la fête populaire annuelle des Travailleurs Haut-Marnais au stade Voltaire à 23 h (ou à la salle des Sports en cas de pluie !), « Eddy Mitchell et ses compagnons y dédicaceront disques et photos après le spectacle. »[112].
- 7 juillet : Eddy Mitchell avec les Chaussettes Noires se produisent à Saint-Martin du Tertre (près de Sens) en plein air dans une fête sous l’égide du PC et dans le cadre d’une fête pour le désarmement général (!). C'est un des nombreux galas de cette tournée où une partie des musiciens du groupe sont remplacés, Michel Santangeli remplaçant ainsi Gilbert Bastelica à la batterie, et Jean-Louis Licard, Aldo Martinez à la basse[53].
- 10 juillet : Eddy Mitchell est à Paris en direct dans l’émission « Intervilles » pour la rencontre Vichy-Mâcon. Il y tient, très sérieusement, le rôle de jury de la joute musicale qui oppose des formations représentant chaque ville. Touché par la première formation (rock) où une jeune fille tient la basse, il donnera finalement son vote à la seconde formation (jazz) pour son niveau d'interprétation. Eddy, présenté à distance par Guy Lux, apparaît seul à l'écran en cravate et blouson, en tant que chanteur, sans aucune mention pour les Chaussettes Noires[Note 31].
- 12 juillet : gala d’Eddy Mitchell avec les Chaussettes Noires à Saint-Raphaël[53].
- 13 juillet : gala d’Eddy Mitchell avec les Chaussettes Noires à La Favière[53].
- 25 juillet : Eddy Mitchell, en échange de bons procédés avec des officiers supérieurs de l'armée française organise des galas et fêtes dans des casernes parisiennes. il participe ainsi à l'organisation, avec des camarades de la caserne Dupleix, d'un « déjeuner-spectacle à l'occasion de la Saint-Christophe Patron du Train » (patron du premier régiment du Train fêté le 25 juillet) à la caserne Mortier de Paris. Ce spectacle, comportant un programme très éclectique (en témoigne le carton du programme et menu imprimé à l'époque), est présenté et animé avec le fils de l'acteur François Périer, Jean-Marie Pillu, et un camarade de régiment d'Eddy, Jean-Jacques Richard. Eddy Mitchell avec les Chaussettes Noires s'y produisent en vedette avec la fanfare des Beaux-Arts d'Octave Callot. D'après le témoignage d'un des membres de cette fanfare, un autre gala avec Eddy et les Chaussettes Noires a également eu lieu à Mortier en octobre 1963[113]. Les Chaussettes Noires (sans Eddy) se seraient encore produits dans cette caserne début 1964 (à confirmer).
- 27 juillet : gala d’Eddy Mitchell avec les Chaussettes Noires aux Sables d’Olonne.
- 28 juillet : gala d’Eddy Mitchell avec les Chaussettes Noires à Quiberon.
- 30 juillet : un nouveau passage télé d’Eddy Mitchell en solo. L’annonce dans le programme TV de Ciné Monde présente déjà Eddy comme « l’ancien chanteur des Chaussettes Noires »[114]
- Août : Paul Bennaïm sillonne l’Espagne avec le chanteur Teddy Raye et les ex-Vautours Pierre Klein et Ange Beltran[115].
- 4 août : les Chaussettes Noires avec Eddy Mitchell se produisent au Casino de Monaco[53].
- 10 août : gala des Chaussettes Noires avec Eddy Mitchell au casino de Royan[53] (avec les Players et Nancy Holloway).
- 17 août : gala des Chaussettes Noires avec Eddy Mitchell au palais des fêtes de Saint-Cast[116].
- 18 août : gala des Chaussettes Noires avec Eddy Mitchell au casino de Riva Bella (Ouistreham)[53].
- Août : Eddy Mitchell bientôt libéré fait la une du magazine No 9 de septembre d’Âge tendre et tête de bois. Au recto une grande publicité annonçant la sortie de son premier 30 cm solo. Certains titres sont déjà sortis en 45 tours en juin et juillet et passent en boucle sur les radios.
- 27 au 30 août : Eddy Mitchell est libéré après 18 mois de ses obligations militaires et avant les autres membres des Chaussettes Noires. Pour son dernier jour officiel sous les drapeaux (le 30 août), il se produit dans la salle de projection de la caserne Dupleix devant un parterre d'officiers et d'appelés[117]. Il est accompagné par les Chaussettes Noires dans une formation complètement inédite et recomposée pour l'occasion avec William et Tony aux guitares, Paul Bennaïm à la basse (à la place d'Aldo retenu en Allemagne) et Michel Gaucher qui remplace exceptionnellement à la batterie Gilbert absent[118] (Michel Gaucher en plus d'être saxophoniste, avait également quelques rudiments de batterie[119]).
- 1er septembre : la programmation de la journée sur la radio « Radio Andorra » propose entre autres titres : « Si tu penses » d’Eddy Mitchell, « Pow wow » des Chaussettes Noires, « Ça ne peut ne plus durer comme ça ! » des Chaussettes Noires avec Eddy Mitchell, soit toutes les facettes du groupe en 1963.
- Début septembre : sortie officielle du premier 33 tours solo d’Eddy Mitchell « Voici Eddy… C’était le soldat Mitchell ».
- 7 septembre : passage d’Eddy Mitchell et des Chaussettes Noires à la Fête de L’Humanité [non crédités sur l'affiche du programme des spectacles (comme Eddy d’ailleurs lors de son passage en 1965) mais cités dans la presse], avec parmi les têtes d'affiche Claude François et Jacques Brel[120].
- 8 septembre : Eddy Mitchell et les Chaussettes Noires sont à la deuxième édition du Festival des Teenagers à Chatelet en Belgique. Ils sont à l’affiche avec Micky Amline, Salvatore Adamo, Lucky Blondo, Alice Dona, les Fantômes, Michel Paje[121]. Eddy s'y produit accompagné par un grand orchestre (selon une affiche annonçant le festival) et avec les Chaussettes noires.
- 15 octobre : Eddy Mitchell assiste à un Musicorama exceptionnel de Johnny Hallyday à l'Olympia de Paris (dans le cadre de l'avant-première du film D'où viens tu Johnny ?[Note 32],[122]).

En octobre Aldo et Tony sont libérés de leurs obligations militaires (après 16 mois d’armée). William sera libéré en décembre après 18 mois. Quant à Gilbert, il ne passera que quelques mois sous les drapeaux durant l'hiver-été 1963.
Le 4 octobre Eddy Mitchell assiste au Golf Drouot au démarrage de la tournée franco-belge d'un mois de son idole, le rocker américain Gene Vincent. Quelques prestations avec les Chaussettes noires ont aussi lieu, ainsi le 6 octobre les Chaussettes noires avec Eddy Mitchell se produisent au West Side Club de Lyon (avec Sophie, Danyel Gerard, les Champions et les Fantômes).
Durant cette période Eddy travaille depuis quelque temps sur les titres de l'album de standards de rock 'n roll qu'il va enregistrer à Londres sous la direction de Jean Fernandez avec les meilleurs musiciens anglais de studio du moment. Le chanteur s'envole à Londres, où du 7 au 10 octobre il va enregistrer son deuxième album solo « Eddy in London ». À son retour en France, sa collaboration avec le groupe apparaît de plus en plus compromise. Des engagements pris contractuellement les obligent encore à se produire ensemble. Le 14 octobre les Chaussettes noires avec Eddy passent en vedette au Palais des Sports de Tours.
Fin octobre Eddy Mitchell et les Chaussettes noires tournent une séquences du film « Cherchez l’Idole ». Le groupe (avec Paul remplaçant Aldo à la guitare basse) y apparait en tant qu'accompagnateurs derrière Eddy et interprète le titre « Crois-moi mon cœur » en playback. Ce titre, très rock et dans le style « Chaussettes noires », est un original dû au duo Aznavour-Garvarentz, enregistré par Eddy Mitchell avec probablement Michel Gaucher au saxophone et la plupart des musiciens de studio ayant participé aux séances studio des Chaussettes noires. Sur le disque EP 45 tours qui paraîtra début 1964, « Crois-moi mon cœur » est clairement crédité au chanteur,.Durant cette période Eddy Mitchell commence à répéter, pour la scène, son nouveau répertoire solo (issu de son premier 30 cm « Voici Eddy » et des séances Londoniennes de « Eddy in London ») avec les Fantômes renforcés de Michel Gaucher au saxophone.
- Vers le 22 octobre : Eddy Mitchell, en vacances en famille au Ranch de la Vallée Verte dans le Vaucluse, grand amateur d'armes de collection se tire maladroitement une balle dans le mollet, qui l'effleure. Incident sans gravité.
- 24 ou 25 octobre : Eddy Mitchell passe à l’émission Salut les Copains. Il parle des derniers titres qu’il a enregistré à Londres il y a 15 jours. Daniel Filipacchi s’extasie sur les talents du guitariste de studio (Big Jim Sullivan). Une séquence filmée de ce passage radio est diffusée le 31 octobre sur la RTS dans l’émission « Continents sans visa ».
- 26 octobre : Eddy Mitchell et les Chaussettes Noires se produisent à Strasbourg au hall des Sports au Wacken à 21 h (Gala des Étoiles et de Salut les Copains avec Sophie, les Champions, Danyel Gérard, les Fantômes)[126].
- 27 octobre : Eddy Mitchell et les Chaussettes Noires se produisent à l'Hôtel de Ville de Sainte-Savine (dans l'Aube)[Note 34].
- 28 octobre : diffusion télé de l’interview d’Eddy Mitchell au Golf Drouot par Françoise Dumayet (« L’avenir est à vous »). Il y évoque son retour de l’Armée, mais pas un mot sur les Chaussettes Noires[127].
- Fin octobre : Eddy Mitchell, du fait d'une forte myopie confirmée durant son service militaire, commence à porter de grosses lunettes à monture noire « qui le font ressembler à Buddy Holly »[128].
- 9 novembre : Eddy Mitchell enregistre des « standard » de la chanson Française : « C’est si bon » et « La mer » de Trénet[Note 35].
- 13 novembre : diffusion de l’émission « Âge tendre et tête de bois » où Eddy Mitchell (le même Eddy que dans la séquence « Crois-moi mon cœur » de « Cherchez l’Idole ») interprète « Sentimentale »[129].
- 16 novembre : Eddy Mitchell et les Chaussettes Noires donnent un gala à Villeneuve-Saint-Georges en banlieue parisienne. Un des derniers galas où Tony est encore présent dans la formation, avant son départ définitif fin novembre[130].
- 18 novembre : enregistrement des deux séquences de l'émission « Douce France » où Eddy Mitchell interprète ses deux titres en solo « C’est si bon » et « La mer »[131].
- Fin novembre : Tony d’Arpa quitte le groupe. Paul Bennaïm (le frère de William) devient officiellement un membre des Chaussettes Noires.
- Fin novembre : Eddy Mitchell s’engage dans une tournée jusqu’en décembre, avant la libération totale des Chaussettes Noires, où il effectue la quasi-totalité de ses prestations accompagné par les Fantômes. Michel Gaucher, encore membre des Chaussettes Noires, est d’ores et déjà intégré aux Fantômes, sur scène avec Eddy, ainsi que sur disque (il participe à l'enregistrement de deux titres sur le dernier disque EP des Fantômes).
- 25 novembre : Eddy Mitchell accompagné par les Fantômes se produit au cinéma Femina à Arles (avec Nancy Holloway, les Players)
- 20 novembre : gala d'Eddy Mitchell avec - a priori - les Fantômes et Nancy Holloway à ?? (gala et lieu à confirmer).
- 30 novembre et 1er décembre : Eddy Mitchell accompagné par les Fantômes se produit au Palais d’Hiver de Lyon (avec Nancy Holloway, les Players).
- 9 décembre : diffusion de l’émission « Douce France » où Eddy Mitchell interprète « C’est si bon » et « La mer »[132].
- 15 décembre : gala d’Eddy Mitchell accompagné par les Fantômes au Havre Théâtre de l’ABC (Gala des Étoiles avec Dany, les Players, Nancy Holloway).
- Décembre : les Chaussettes Noires avec Eddy Mitchell sont évoqués dans l’article (prémonitoire) du magazine Salut les Copains qui sortira en janvier, sur le « malaise qu’éprouvent les groupes de la première vague de 1961 ». L’article rédigé en décembre est antérieur de quelques jours à la séparation. Le magazine Bonjour les Amis du 15 décembre restitue un article similaire. En ce mois de décembre, tous les Chaussettes Noires sont rentrés de l'armée. William est ainsi le dernier à être libéré pour les fêtes. Les retrouvailles avec Eddy sont de plus en plus difficiles et Eddy Mitchell a fréquemment recours aux Fantômes. Les Chaussettes Noires commencent, dès novembre-décembre 1963, à travailler les titres de leur nouvelle formule sans Eddy en tant que groupe instrumental et vocal pour suivre la mode lancée par les Beatles.
- 31 décembre : le dernier jour de 1963 est l'épilogue d’un divorce annoncé depuis plusieurs mois. Les Chaussettes Noires se produisent à Lyon à la Bourse du Travail, au « Grand gala de la jeunesse » organisé par le Parti Communiste, où ils sont annoncés comme « l’ensemble Twist les Chaussettes Noires et son chanteur Eddy Mitchell ». Dans l’après-midi le groupe s'est livré à une (dernière) séance de dédicaces dans une librairie de la ville. Le soir, le gala n’est pas leur meilleure prestation (selon Eddy). Tout le monde est tendu. Eddy a pris sa décision depuis plusieurs semaines, mais l'engagement de ce gala, signé quelques semaines auparavant, doit être tenu. Après leur concert, Eddy, en présence de Jean Fernandez, annonce dans leur loge qu’il quitte définitivement le groupe[58],[59].

### 1964
Début janvier : Eddy Mitchell et les Chaussettes Noires se retrouvent avenue Hoche à Paris aux studios Barclay dans une ultime tentative d'arrangement pour une poursuite de leur collaboration. La proposition de continuer, avec Eddy en leader et les Chaussettes en simples accompagnateurs, où le chanteur toucherait la moitié des cachets, est rejetée par le groupe. La séparation est confirmée. Eddy Mitchell (et Michel Gaucher) ne sont plus membres des Chaussettes noires. Dans le courant du mois, les galas prévus à partir du 6 février dans la salle parisienne de Bobino, sont annulés. Les 7, (9 ?) et 18 janvier, le groupe qui compte désormais quatre membres, tient ses premières séances d’enregistrement en ensemble vocal et instrumental avec notamment le titre « Je te veux tout à moi » (« I wanna be your man » des Beatles qui sont à l’Olympia de Paris depuis quelques jours). Le reste des titres de ce premier disque sans Eddy a une tonalité très country. Les morceaux ont été travaillés courant décembre 1963 et sont enregistrés sans le support et la présence de Jean Fernandez qui continue d'assurer la direction artistique d'Eddy Mitchell. Le 10 janvier, une séance photos se tient avec le photographe Gérard Neuvecelle, où a nouvelle physionomie du groupe (désormais quatuor) est mise en scène. Des photos de cette séance illustreront les pochettes des deux derniers EP des « nouvelles Chaussettes Noires ». La deuxième période des Chaussettes Noires commence.
En Janvier-février le groupe reprend les répétitions dans la petite salle de ses débuts, rue Saint Dominique à Paris, en vue de préparer son retour sur scène à partir de mars. Le 17 janvier, les Chaussettes Noires sont présents sont présents au Golf Drouot lors du passage du rocker Belge Burt Blanca. C'est leur première apparition en public, alors que la séparation avec leur chanteur n'est pas encore officielle. Il faudra attendre janvier-février pour que la Presse annonce officiellement la rupture entre Eddy Mitchell et son groupe. Ainsi, fin janvier, la revue Disco revue dans son numéro du 1er février annonce en couverture la séparation d’Eddy Mitchell et des Chaussettes Noires. Cinémonde pour son numéro du 4 février publie un petit reportage assez complet sur la nouvelle formule du groupe. Dans la revue Bonjour les amis on peut lire un encouragement (convenu) écrit par Eddy pour les premiers pas des Chaussettes Noires sans lui. En mars, les Chaussettes Noires nouvelle formule sont présentés dans le cahier central du numéro d’avril de Salut les Copains.
Le 25 janvier, le chanteur qui jusque là se produisait temporairement avec les Fantômes en attendant le retour du Service Militaire de tous les membres des Chaussettes Noires, se produit officiellement en solo accompagné par les mêmes Fantômes à la Nuit des Copains à la Mutualité de Paris. Sa carrière solo commence vraiment.
Le 11 février Eddy Mitchell enregistre les standard « J’aime Paris au mois de mai » et « Plaisir d’amour ». Le 12 février est diffusée à la télévision l'émission « Âge tendre et tête de bois » où il interprète « Tu n’as rien de tout ça », titre enregistré en octobre 1963.
Fin février le premier 45 tours EP (70615) des Chaussettes Noires en formule vocal est édité, avec « Je te veux tout à moi », « Ni ton fil ni ton aiguille » (« Silver threads and golden needles » des Springfileds), « Autant de choses » (« Aunt Rhody » des Springfileds) et « Juste ça » (« Just in case » des Everly Brothers). La pose sur la photo de la pochette est résolument « Beatles », la coupe de cheveux en moins. Paul Bennaïm entre officiellement dans l’image du groupe. Au même moment, le 26 février, le film « Cherchez l’Idole » sort sur les écrans. En complet décalage avec la réalité du groupe, le public peut y voir une dernière fois ensemble Eddy Mitchell avec les Chaussettes Noires. Le 13 mars sort le disque super 45 tours EP 70633 tiré du film, partagé entre Franck Alamo et Eddy Mitchell. Le titre « Crois-moi mon cœur » (interprété dans le film par Eddy Mitchell et les Chaussettes Noires) y est officiellement attribué au chanteur sur disque et non aux Chaussettes Noires.
Dès février, Eddy Mitchell, accompagné par son nouvel orchestre de scène (les Fantômes) et en compagnie de la chanteuse Nancy Holloway, commence sa première tournée de l'année (toujours managée par Evelyne Langey) dans le cadre du spectacle du Gala des étoiles. Le 13 février il se produit à Rennes (au cinéma Le Royal, place du Calvaire), le 28 février à Bordeaux à Alhambra (ou l'Olympia ?), le 29 février au Palais des sports de Toulouse, le 1er mars à Decazeville (Aveyron, au cinéma le Family), le 2 mars au Théâtre de Millau.
Le 3 (ou 4 mars) Eddy Mitchell se produit à l'Opéra municipal de Clermont-Ferrand. Ce même jour, les Chaussettes Noires enregistrent l’instrumental « Little Jasper » (du bassiste d'Elvis Presley, Bill Black). Le titre, renommé « Bill Black », est resté inédit jusqu’en 1999. Ce titre sera leur indicatif d’entrée en scène dans leur deuxième carrière. Paul Bennaïm, qui tient la guitare solo, l'interprétera de nouveau sur scène en février 2005 avec Gilbert Bastelica et les Socquettes blanches au Club Lionel Hampton du Méridien de Paris, puis dans le cadre d’une fête familiale au Chalet de la Porte Jaune dans le bois de Vincennes en septembre 2009.
La tournée d'Eddy Mitchell et du Gala des étoiles se poursuit sans discontinuer : le 5 mars, il est à Saint-Étienne à l'Eden, le 6 mars au Palais des Fêtes de Roanne, le 7 mars au Capitole à Orange, le 9 mars à au Fémina à Toulon, le 10 mars à Aix-en-Provence, le 11 mars au Club à Romans, le 16 mars à Chartres, au cinéma Majestic (ou au Rex ?), le 17 mars à l’Empire à Reims, le 18 mars au Rio à Nancy, le 19 mars au Paris à Thionville, le 20 mars au cirque Municipal à Amiens. Le 21 mars Eddy Mitchell se produit à la salle des fêtes de Juvisy-sur-Orge où il précède de quelques jours les Chaussettes Noires, qui, selon Evelyne Langey (également toujours manager du groupe), attireront moins de spectateurs que le chanteur.
Fin mars, Eddy Mitchell avec les Fantômes donne un concert au Perreux-sur-Marne.
Le 24 mars, il reprend pour la deuxième fois (depuis décembre 1963) des standards de la chanson française, « Plaisir d’amour », « J’aime Paris au mois de mai » pour l'émission télévisée « Douce France » (diffusée le 28 mars).
Le 27 mars les Chaussettes Noires enregistrent leur version de l'instrumental surf de Dick Dale « Misirlou ». Paul Bennaïm y tient l’orgue donnant ainsi une nouvelle couleur aux interprétations du groupe.
- 1er avril : Eddy Mitchell et les Fantômes se produisent à Tergnier (Aisne) au cinéma Le Vox avec les Vizirs en première partie.
- 2 avril : dans la revue Ciné Revue Télé du 2 avril, critique du premier EP des Chaussettes Noires sans Eddy : « séparés d’Eddy Mitchell par leur service militaire les Chaussettes Noires se sont lancées dans le chant pour sacrifier à leur tour à la mode du moment. Expérience un peu décevante pour un groupe tel que le leur : il nous avait habitué à plus d’originalité. ».
- 3 avril : ultime session d’enregistrement des Chaussettes Noires (« Oh dis Eddie », « La Nuit est belle », « Je voudrais bien dormir »)[Note 13].
- 6 au 10 avril : sessions d’enregistrement du 3e album solo d’Eddy Mitchell à Londres « Panorama »[Note 36].
- 12 avril : gala d’Eddy Mitchell avec les Fantômes à Paris, Alhambra.
- 21 avril : Eddy Mitchell avec les Fantômes se produisent à l'Olympia de Paris (avec les Kelton, Fia Karin, Nancy, Holloway), dans un Musicorama diffusé le dimanche 26 avril sur Europe no 1. Les Fantômes comptent deux batteurs sur scène : Charlot Bennaroch et André « Bicou » Ceccarelli (ex-Chats sauvages)[Note 37].
- 22 avril : diffusion du dernier passage des Chaussettes Noires à la télévision où ils interprètent « Misirlou » à « Âge tendre et tête de bois ». Enrico Macias, Dalida, Dick Rivers, Franck Alamo participent également à l'émission. Pierre Lescure, de l’école des jeunes journalistes, est dans le public[Note 38].
- 30 avril : les Chaussettes noires (au moins Aldo et Gilbert) sont à la radio (France Inter dans l’émission « Deux par deux » diffusée le 16 mai) en compagnie de la chanteuse Dany Dauberson, où ils annoncent le nouveau départ du groupe et accompagnent en direct la chanteuse pour une version rythmée de son nouveau titre « Chanson pour la fin du monde » (ce titre est disponible sur le CD accompagnant le livre de Thierry Liesenfeld « Ceci est leur Histoire »)[Note 39].
- Mai : sortie du 2e 45 tours EP 70651 vocal des Chaussettes Noires vocal avec « Misirlou », « La nuit est belle », « Je voudrais bien dormir » et l'original « Oh dis Eddie ! »[97]. Curieusement au verso de la pochette, un rappel de la discographie des Chaussettes Noires associe le 1er EP vocal du groupe avec le EP « Le Twist » des Chaussettes Noires avec Eddy Mitchell paru en 1961[Note 40]. Sortie de l'album 30 cm « Les Chaussettes Noires Story - Volume 1 » (Barclay 80212))[92]. Le volume 2 suivra en 1965. L'album est une première vraie compilation de titres des Chaussettes Noires avec Eddy Mitchell.
- Mai-juin : le chanteur Alain Dumas fait quelques répétitions à Créteil avec les Chaussettes Noires (William et Paul) pour un projet de chanson qui ne verra jamais le jour[141].
- Mai : Eddy Mitchell avec les Fantômes se produisent au parc Monceau à Paris.
- 28 mai : diffusion télé d’un sujet où Eddy Mitchell avec son épouse sont filmés par Provence-actualités à l’Île Rousse en train de faire un barbecue. Il y tourne les films promotionnels en noir et blanc des chansons « J'irais bien » et « Tu vas rentrer chez toi » tirés de son nouvel album 30 cm « Panorama ».
- 31 mai : gala d'Eddy Mitchell avec les Fantômes au Château Palmer à Cenon en Gironde pour un gala de la CGT, avec Jean Ferrat et Tiny Yong.
- 11 juin : gala d’Eddy Mitchell avec les Fantômes à Lyon.
- 13 juin : Eddy Mitchell et les Fantômes se produisent au parc du Tremblay à Champigny sur Marne (Val de Marne).
- Juin : Paul Bennaïm est sur le tremplin du Golf Drouot, en tant que guitariste (pour quelques semaines) de la première mouture du groupe « les Français » (Matt Camison, Jacky Rault, Jacky Hythier, futurs accompagnateurs de France Gall). Il sera remplacé par le guitariste Ted Tunnicliffe des Krewkats[142].
- 16 juin : passage des Chaussettes Noires au gala de Salut les Copains à la Mutualité de Paris. Ils sont dans « la galerie des 7 groupes du moment qui grimpent » dans le No 24 de juillet du magazine Salut les Copains ; dans ce même numéro, les Chaussettes Noires classent (une dernière fois) un de leurs titres, « La nuit est belle », au Hit Parade de Salut les Copains pour la période du 15 mai au 15 juin 1964.
- Juin : les Chaussettes Noires se produisent dans le Nord de la France, à Boulogne sur Mer au « Chat Noir », à Mons-en-Baroeul au Club « La Peau de Vache »[143]. Ils se produisent également en Belgique, au Relais de la poste (futur Twenty Club en septembre 64) à Mouscron, à Comines (frontière Franco-Belge) place Sainte-Anne. Durant ce périple, ils auraient envisagé d'engager un chanteur américain « chantant aussi bien en anglais qu'en français » (Paul Bennaïm dans son interview à Juke Box Magazine en mars 1997, No 114), projet qui n'aboutira pas.
- 28 juin : les Chaussettes Noires passent au Moulin de Brouck à Uckange. Ils arrivent avec 2 heures de retard. Un groupe local, les Jaguars, assure l’animation en les attendant (à confirmer).
- 3 juillet : annonce tardive dans le magazine Cinémonde de la sortie du 2e EP vocal des Chaussettes Noires « Misirlou ».
- 4 (ou 5) juillet : Eddy Mitchell et les Fantômes se produisent à Montreuil au gala de la CGT (avec Léo Ferré, France Gall, Danyel Gerard, Lucky Blondo)[144].
- 10 juillet : gala d'Eddy Mitchell avec les Fantômes à Le Canet[144].
- 13 juillet (à confirmer) : gala des Chaussettes Noires à Liège (Belgique). Le lendemain ils sont dans le Sud de la France. Dans une interview à la revue Juke Box Magazine en 1990, Aldo Martinez évoque une scène avec Gene Vincent à Alès, en indiquant que la veille il croit se souvenir que les Chaussettes Noires se produisaient à Liège).
- 14 juillet : gala des Chaussettes Noires à Alès, Arènes du Tempéras (avec les Firemen, Gene Vincent)[145].
- 15 juillet : gala des Chaussettes Noires à Carpentras, Place du Quinconce (avec les Firemen, les Sunlights et Gene Vincent). La presse locale titre « Chaussettes Noires = Beatles »[146].
- 16 juillet : gala des Chaussettes Noires à Annecy au Casino Théâtre (avec Long Chris, Gene Vincent)[147]. En 1994, dans son livre « Dactylo Rock le Roman vrai des Chaussettes Noires », le journaliste-écrivain Maurice Achard évoquera sa rencontre avec William (pour un autographe) et l'étonnement de ce dernier à constater que les Chaussettes noires sans Eddy rencontrent encore du succès.
- 17 juillet : gala d'Eddy Mitchell avec les Fantômes à Valras (Hérault)[144].
- 18 juillet : gala d'Eddy Mitchell avec les Fantômes à Vienne (Isère)[144].
- 22 juillet : gala d'Eddy Mitchell avec les Fantômes à Juan-les-Pins[144].
- 25 juillet : gala d'Eddy Mitchell avec les Fantômes à Casablanca (Maroc)[144]. Diffusion télé de « Rendez-vous avec » où Eddy Mitchell interprète « Memphis Tennessee » en compagnie de la chanteuse Audrey dans un saloon, « Pas de Chance », « Tu vas rentrer chez toi ».
- Juillet-août : les Chaussettes Noires donnent quelques galas en Corse (d'Ajaccio jusqu'à Propriano), dans une atmosphère de dernières vacances. La fiancée d'Aldo et Nelly, la sœur de William et Paul, accompagnent le groupe dans ce dernier périple. Pourtant un soir, une dispute éclate entre Aldo/Gilbert et William/Paul (le partage des rôles et des recettes, les rapports avec Eddy en seraient la cause) qui en viennent aux mains[148]. L’esprit du groupe n’est plus là. À leur retour sur le continent ils honorent un dernier engagement ensemble en banlieue parisienne (à confirmer). Willy Lewis, l'ex-batteur des Chats Sauvages et des Champions, débauche aussitôt Paul qu'il intègre à son orchestre.
- Août : galas d'Eddy Mitchell avec les Fantômes à Hossegor, Annecy, Carpentras[149].
- 17 août : rediffusion télévisée de « Douce France » avec Eddy Mitchell dans « C’est si bon ».
- Septembre : dislocation finale et très discrète des Chaussettes Noires, alors que paraît le résultat du référendum annuel du magazine Salut les Copains (No 26 de septembre 1964) où dans la catégorie « Groupes français », ils sont classés devant leurs éternels rivaux les Chats Sauvages, ainsi que devant les Fantômes.
- 15 au 17 septembre : Eddy Mitchell est de retour à Londres pour l’enregistrement de son 4e 30 cm « Toute la ville en parle… Eddy est formidable »… « Toujours un coin qui me rappelle », « Everything all right »[Note 41].
- 20 ou 22 septembre : dernier gala à la Bourse du travail de Lyon d’Eddy Mitchell accompagné par les Fantômes. À Bordeaux, à la suite d'une nouvelle défection des Fantômes pour le gala annoncé (les Fantômes étant souvent en retard voire absents), Eddy marque son désaccord sur le règlement des frais occasionnés à la suite d'un accident de voiture de ces derniers, et décide de se séparer de ses accompagnateurs. Il conserve Dean Noton (le guitariste soliste) et Michel Gaucher au saxophone, avec qui il reconstitue un orchestre à son retour à Paris.
- Fin septembre : Aldo Martinez qui a rejoint Eddy Mitchell contacte Gilbert Bastelica afin qu'il assure temporairement la batterie derrière Eddy. Gilbert sera le batteur d'Eddy jusqu'en 1972.
- 26 octobre : passage d’Eddy Mitchell à la Locomotive avec son nouvel orchestre composé en partie d'ex-Chaussettes Noires (Aldo Martinez (basse), Michel Gaucher (saxophone) et Gilbert Bastelica (batterie)).
- 5 novembre : au Golf Drouot, Johnny Hallyday et Sylvie Vartan fêtent la première date de la tournée de leur ami Eddy Mitchell qui se produit pour l'inauguration de son fan club 11 rue d'Artois dans le 8e arrondissement. Aldo Martinez (basse) et Gilbert Bastelica (batterie) l'accompagnent ainsi que Jacques Dutronc, ex-Cyclones (qui remplace temporairement Dean Noton rentré pour la fin de l'année en Angleterre), Michel Gaucher (saxophone), Jeff Yochk'o Seffer (saxophone) et Pierre Papadiamandis (piano). Eddy interprète notamment « Repose Beethoven » et « Maybellene », « Every thing all right » de son dernier album « Panorama ». Ce passage sur scène sera diffusé le 11 novembre aux Actualités Gaumont Cinéma.
- 6 novembre : la presse annonce le procès qu’engage William contre Eddy et Aldo. Il mandate un expert pour vérifier qu’Eddy et Aldo n’ont pas touché de rémunérations personnelles pour des prestations entre novembre 1960 et novembre 1963.

### 1965
Du 13 janvier au 3 février, Eddy Mitchell se produit pour plusieurs soirs à Bobino, avec la jeune chanteuse Jocelyne (« la Brenda Lee française ») en première partie… Son répertoire va de « Be Bop A Lula », des titres des albums « Voici Eddy », « In London », « Panorama », « Toute la ville en parle… ». En janvier, Paul Bennaïm tient la basse dans le groupe de son ami de Créteil, Pierre « Pensy Klein » (ex-Vautours et ex-guitariste de Sylvie Vartan)… Il est également le guitariste de scène de la chanteuse Jocelyne, en compagnie de Jean « Johnny » Veidly (ex-Pirates et ex-Chaussettes Noires intérimaire) à la basse. Le 23 février, William Bennaïm (à la guitare) et Tony d'Arpa (à la basse) accompagnent Vic Laurens lors d'un Musicorama avec le groupe Anglais les Kinks et Johnny Rivers. C'est a priori une des dernières, sinon la dernière, apparition des deux guitaristes historiques des Chaussettes Noires ensemble sur scène.

## Discographie
- 1961 : 100 % rock (33 tours 25 cm)
- 1961 : Rock 'n' Twist (33 tours 25 cm)
- 1962 : Le 2 000 000e disque des Chaussettes noires (33 tours 30 cm)
- 1963 : Chaussettes noires Party (33 tours 30 cm)

## Filmographie
- 1961 : Une grosse tête de Claude de Givray (Les Chaussettes noires interprètent Rock des Karts)
- 1962 : Les Parisiennes dans le sketch Ella réalisé par Jacques Poitrenaud
- 1963 : Comment réussir en amour de Michel Boisrond
- 1964 : Cherchez l'idole, Michel Boisrond